# Chiến dịch Guadalcanal
Chiến dịch Guadalcanal, còn gọi là Trận Guadalcanal, tên mã của Đồng Minh là Chiến dịch Watchtower, diễn ra từ ngày 7 tháng 8 năm 1942 đến ngày 9 tháng 2 năm 1943 trên đảo Guadalcanal và khu vực phụ cận tại quần đảo Solomon của Mặt trận Thái Bình Dương trong Chiến tranh Thế giới thứ hai. Đây là trận đánh diễn ra ác liệt cả trên bộ, trên biển và trên không; chiến dịch này là cuộc tấn công lớn đầu tiên của phe Đồng Minh chống lại Đế quốc Nhật Bản sau một thời gian dài phòng thủ.
Vào ngày 7 tháng 8 năm 1942, lực lượng Đồng Minh, chủ yếu là Mỹ, thực hiện đổ bộ lên các đảo Guadalcanal, Tulagi, và Florida (Nggela Sule) phía Nam quần đảo Solomon với mục tiêu ngăn chặn quân Nhật sử dụng chúng làm căn cứ đe dọa con đường vận chuyển từ Mỹ đến Australia và New Zealand. Đồng Minh còn định sử dụng Guadalcanal và Tulagi như những căn cứ hỗ trợ cho chiến dịch chiếm đóng hoặc vô hiệu hóa căn cứ chủ lực của Nhật tại Rabaul trên đảo New Britain. Lực lượng Đồng Minh đã áp đảo số lượng quân Nhật phòng thủ nhỏ bé, vốn đã chiếm đóng các đảo này từ tháng 5 năm 1942, chiếm giữ Tulagi và Florida cùng một sân bay (sau này được đặt tên là Henderson) đang được xây dựng trên đảo Guadalcanal.
Bị bất ngờ bởi đòn tấn công của Đồng Minh, phía Nhật Bản từ tháng 8 đến tháng 11 năm 1942 đã nhiều lần tìm cách chiếm lại sân bay Henderson. Ba trận chiến lớn trên bộ, năm trận hải chiến lớn, và các cuộc không chiến diễn ra liên tục hầu như hàng ngày, mà đỉnh điểm là trận Hải chiến Guadalcanal mang tính quyết định vào đầu tháng 11 năm 1942, trong đó nỗ lực cuối cùng nhằm tăng viện đủ số lượng binh lính để chiếm lại sân bay Henderson bị đánh bại. Sang tháng 12 năm 1942, phía Nhật từ bỏ mọi hy vọng tái chiếm Guadalcanal và triệt thoái các lực lượng còn lại vào ngày 7 tháng 2 năm 1943.
Chiến dịch Guadalcanal đánh dấu một chiến thắng chiến lược đáng kể nhờ phối hợp các binh chủng bởi lực lượng Đồng Minh đối với Nhật Bản tại mặt trận Thái Bình Dương. Quân Nhật đã đạt đến cao trào trong sự xâm chiếm của họ tại Thái Bình Dương, và Guadalcanal đánh dấu sự chuyển mình của Đồng Minh từ các chiến dịch phòng thủ sang tấn công chiến lược tại mặt trận này.

## Bối cảnh
Ngày 7 tháng 12 năm 1941, Nhật Bản tấn công Hạm đội Thái Bình Dương tại Trân Châu Cảng thuộc quần đảo Hawaii. Cuộc tấn công đã đánh bại hạm đội thiết giáp hạm Mỹ, chính thức khai mào cuộc chiến tranh giữa hai nước. Mục tiêu ban đầu của những nhà lãnh đạo Nhật Bản là vô hiệu hóa Hải quân Mỹ, chiếm đóng các vùng đất giàu tài nguyên thiên nhiên và thiết lập các căn cứ quân sự chiến lược nhằm bảo vệ vòng ngoài cho Đế quốc Nhật Bản tại châu Á và Thái Bình Dương. Đi xa hơn các mục tiêu đó, lực lượng Nhật Bản đã chiếm đóng Philippines, Thái Lan, Malaya thuộc Anh, Singapore, Đông Ấn thuộc Hà Lan, đảo Wake, quần đảo Gilbert, New Britain và Guam. Tham gia cùng với Mỹ trong cuộc chiến chống lại Nhật Bản là tất cả các thế lực Đồng Minh, nhiều nước trong số đó, bao gồm Anh Quốc, Australia và Hà Lan, cũng bị Nhật Bản tấn công.

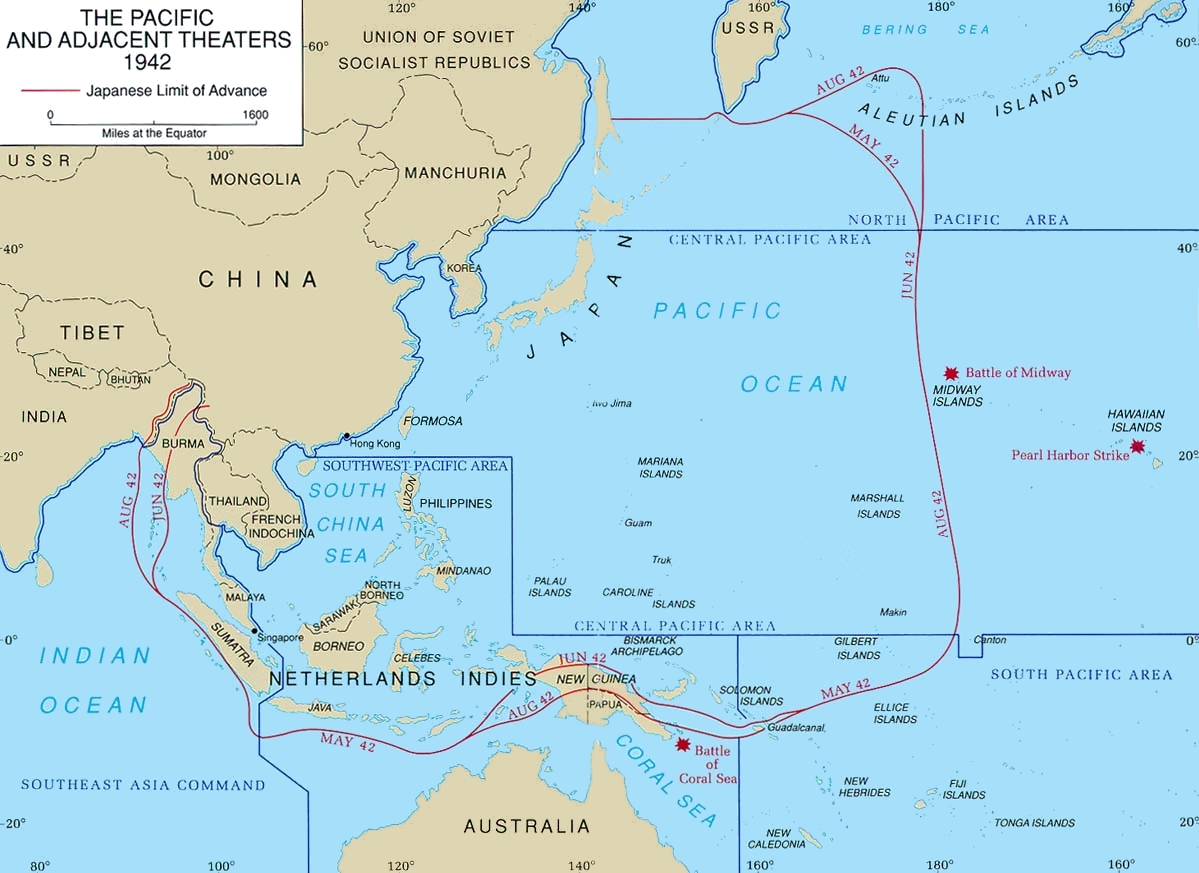
Nhật Bản kiểm soát khu vực Tây Thái Bình Dương từ tháng 5 đến tháng 8 năm 1942. Guadalcanal ở phía dưới bên phải giữa bản đồ.

Hai dự tính của Nhật Bản muốn duy trì thế chủ động chiến lược và mở rộng vành đai phòng thủ về phía Nam và Trung Thái Bình Dương đã bị ngăn trở trong những trận hải chiến tại biển Coral và Midway. Midway không chỉ là một chiến thắng lớn đầu tiên của phía Đồng Minh trước đối thủ Nhật Bản chưa hề nếm mùi chiến bại, nó còn làm suy giảm đáng kể khả năng tấn công của lực lượng tàu sân bay Nhật. Cho đến lúc này, phía Đồng Minh vẫn còn trong thế phòng ngự tại Thái Bình Dương, nhưng những thắng lợi chiến lược này cho họ cơ hội lấy lại quyền chủ động chiến lược từ tay quân Nhật.
Đồng Minh đã chọn quần đảo Solomon, một vùng đất dưới quyền bảo hộ của Anh, đặc biệt là các đảo phía Nam gồm Guadalcanal, Tulagi, và Florida như những mục tiêu ban đầu. Hải quân Nhật đã chiếm đóng Tulagi vào tháng 5 năm 1942 và xây dựng một căn cứ thủy phi cơ gần đó. Sự lo ngại của phía Đồng Minh gia tăng, khi vào đầu tháng 7 năm 1942, Hải quân Nhật bắt đầu xây dựng một sân bay lớn tại Lunga Point trên đảo Guadalcanal kế cận. Đến tháng 8 năm 1942, quân Nhật có khoảng 900 lính hải quân trú đóng tại Tulagi và các đảo lân cận, và 2.800 người trên đảo Guadalcanal (2.200 trong số đó là lao động người Triều Tiên và các chuyên viên xây dựng Nhật Bản dân sự). Các căn cứ này, một khi hoàn tất, sẽ bảo vệ cho căn cứ trọng yếu của quân Nhật tại Rabaul, đe dọa con đường tiếp tế và liên lạc của Đồng Minh đến Australia và New Zealand, và là một khu vực tập trung quân cho chiến dịch được dự định tấn công vào Fiji, New Caledonia và Samoa. Quân Nhật dự định bố trí 45 máy bay tiêm kích và 60 máy bay ném bom đến Guadalcanal một khi sân bay hoàn tất. Những máy bay này sẽ hỗ trợ trên không cho lực lượng hải quân tiến sâu hơn vào khu vực Nam Thái Bình Dương.
Kế hoạch của Đồng Minh nhằm chiếm đóng Nam Solomon là sáng kiến của Đô đốc Ernest King, Tổng tư lệnh Hạm đội Hoa Kỳ. Ông đề nghị cuộc tấn công này nhằm ngăn chặn việc quân Nhật sử dụng các hòn đảo làm căn cứ đe dọa con đường tiếp tế giữa Hoa Kỳ và Australia, và sử dụng chúng như những điểm xuất phát các cuộc tấn công trong tương lai. Được sự tán thành ngấm ngầm của Tổng thống Roosevelt, King hết lòng bênh vực cho cuộc chiếm đóng Guadalcanal. Khi Đại tướng Tổng tham mưu trưởng Lục quân George C. Marshall phản đối hoạt động trên tuyến này đồng thời đặt vấn đề ai sẽ chỉ huy chiến dịch, King nhấn mạnh rằng Hải quân và Thủy quân Lục chiến sẽ tự thân thực hiện chiến dịch này, và chỉ thị cho Đô đốc Chester Nimitz tiến hành vạch kế hoạch sơ thảo. Cuối cùng thì King cũng chiến thắng trong cuộc tranh luận, và cuộc tấn công được tiến hành dưới sự hậu thuẫn của Hội đồng Tham mưu trưởng Liên quân.
Chiến dịch Guadalcanal được thực hiện phối hợp cùng một chiến dịch tấn công tại New Guinea dưới quyền chỉ huy của tướng Douglas MacArthur nhằm chiếm lấy các quần đảo Admiralty và Bismarck, kể cả căn cứ chủ lực của Nhật tại Rabaul. Mục tiêu cuối cùng của nó là việc Mỹ sẽ tái chiếm Philippines. Hội đồng Tham mưu trưởng Liên quân cho thành lập Mặt trận Nam Thái Bình Dương do Phó Đô đốc Robert L. Ghormley chỉ huy kể từ ngày 19 tháng 6 năm 1942, để chỉ đạo cuộc tấn công tại khu vực Solomon. Đô đốc Chester Nimitz, đặt bộ chỉ huy tại Trân Châu Cảng, được chỉ định làm Tổng tư lệnh lực lượng Đồng Minh tại Thái Bình Dương.

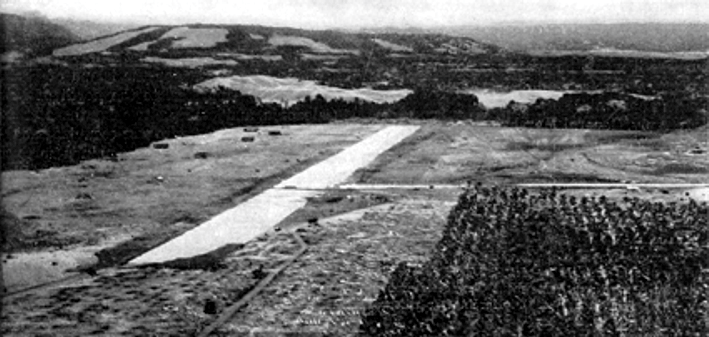
Sân bay tại Lunga Point trên đảo Guadalcanal đang được xây dựng bởi các công nhân-nô lệ vào tháng 7 năm 1942.

Để chuẩn bị cho các hoạt động sắp tới tại Thái Bình Dương, vào tháng 5 năm 1942, Thiếu tướng Thủy quân Lục chiến Alexander Vandegrift được lệnh điều động Sư đoàn 1 Thủy quân Lục chiến của ông từ Hoa Kỳ đến New Zealand. Các đơn vị lục quân, hải quân và không quân Đồng Minh khác được gửi đến để thiết lập các căn cứ tại Fiji, Samoa, New Hebrides và New Caledonia. Espiritu Santo thuộc New Hebrides được chọn để đặt bộ chỉ huy và là căn cứ chính của cuộc tấn công, vốn được đặt tên mã là Chiến dịch Watchtower, và ngày dự định thực hiện được đặt ra là 7 tháng 8 năm 1942. Thoạt tiên, cuộc tấn công của Đồng Minh được vạch kế hoạch nhắm vào Tulagi và quần đảo Santa Cruz, bỏ qua Guadalcanal. Tuy nhiên, sau khi trinh sát phát hiện ra các nỗ lực xây dựng sân bay Nhật trên đảo Guadalcanal, việc chiếm nó được bổ sung vào kế hoạch, và cuối cùng việc đổ bộ lên Santa Cruz bị loại bỏ. Thông qua tình báo vô tuyến, quân Nhật có biết được sự điều động quân lực với quy mô lớn tại khu vực Nam Thái Bình Dương, nhưng họ cho rằng Đồng Minh đang củng cố phòng thủ cho Australia và có thể cho Port Moresby tại New Guinea.
Lực lượng tham gia Chiến dịch Watchtower, bao gồm 75 tàu chiến và tàu vận tải của cả Mỹ và Australia, được tập trung gần Fiji vào ngày 26 tháng 7 năm 1942, và tham gia một cuộc tổng dượt đổ bộ trước khi lên đường hướng đến Guadalcanal vào ngày 31 tháng 7.. Chỉ huy trưởng lực lượng viễn chinh Đồng Minh tại chỗ là Phó Đô đốc Frank Fletcher, đặt cờ hiệu của mình trên tàu sân bay Saratoga. Chỉ huy lực lượng đổ bộ là Chuẩn Đô đốc Richmond K. Turner. Thiếu tướng Vandegrift dẫn đầu lực lượng bộ binh Đồng Minh khoảng 16.000 người (chủ yếu là Thủy quân Lục chiến Mỹ) để thực hiện đổ bộ.

## Cuộc đổ bộ

Con đường đi của các lực lượng đổ bộ Đồng Minh lên Guadalcanal và Tulagi, ngày 7 tháng 8 năm 1942.

Thời tiết xấu đã giúp cho lực lượng viễn chinh Đồng Minh tiến gần đến Guadalcanal mà không bị quân Nhật trông thấy vào buổi sáng ngày 7 tháng 8 năm 1942. Lực lượng đổ bộ được chia thành hai nhóm, một tấn công lên Guadalcanal, và nhóm kia vào Tulagi, Florida và các đảo lân cận. Các tàu chiến Đồng Minh tiến hành nả pháo các bãi đổ bộ trong khi máy bay từ các tàu sân bay ném bom các vị trí của quân Nhật trên các đảo mục tiêu, và tiêu diệt 15 thủy phi cơ Nhật tại căn cứ của chúng gần Tulagi. Tulagi và hai đảo nhỏ lân cận Gavutu và Tanambogo bị một lực lượng 3.000 Thủy quân Lục chiến Mỹ tấn công. Lực lượng hải quân Nhật gồm 886 người trú đóng tại căn cứ hải quân và căn cứ thủy phi cơ đã kháng cự kịch liệt cuộc tấn công của Mỹ. Với đôi chút khó khăn, Thủy quân Lục chiến Mỹ chiếm được cả ba hòn đảo; Tulagi vào ngày 8 tháng 8, còn Gavutu và Tanambogo vào ngày 9 tháng 8. Quân Nhật phòng thủ trên các đảo bị tiêu diệt hầu như cho đến người cuối cùng, trong khi Thủy quân Lục chiến Mỹ chịu tổn thất 122 người tử trận.
Tương phản với Tulagi, Gavutu, và Tanambogo, cuộc đổ bộ lên Guadalcanal gặp phải rất ít sự kháng cự. Lúc 09 giờ 10 phút ngày 7 tháng 8, tướng Vandegrift cùng 11.000 Thủy quân Lục chiến đổ bộ lên Guadalcanal tại địa điểm giữa Koli Point và Lunga Point. Tiến quân về phía Lunga Point, họ không gặp phải bất kỳ sự kháng cự nào ngoại trừ những cơn mưa rào nhiệt đới "lộn xộn", và họ phải dừng lại nghỉ đêm cách sân bay tại Lunga Point không đầy 900 m (1.000 yard). Ngày hôm sau, chỉ gặp sự chống cự yếu ớt, Thủy quân Lục chiến tiến đến sông Lunga và hoàn toàn kiểm soát sân bay lúc 16 giờ 00 phút ngày 8 tháng 8. Các đơn vị xây dựng hải quân và đơn vị chiến đấu Nhật Bản, dưới quyền chỉ huy của Đại úy Kanae Monzen, hoảng loạn do các loạt hải pháo và các cuộc ném bom, đã bỏ khu vực sân bay tháo chạy về phía Tây cách khoảng 5 km (3 dặm) cạnh sông Matanikau và khu vực Point Cruz, bỏ lại phía sau lương thực, tiếp liệu, xe cộ và máy móc xây dựng còn nguyên vẹn cùng 13 người chết.

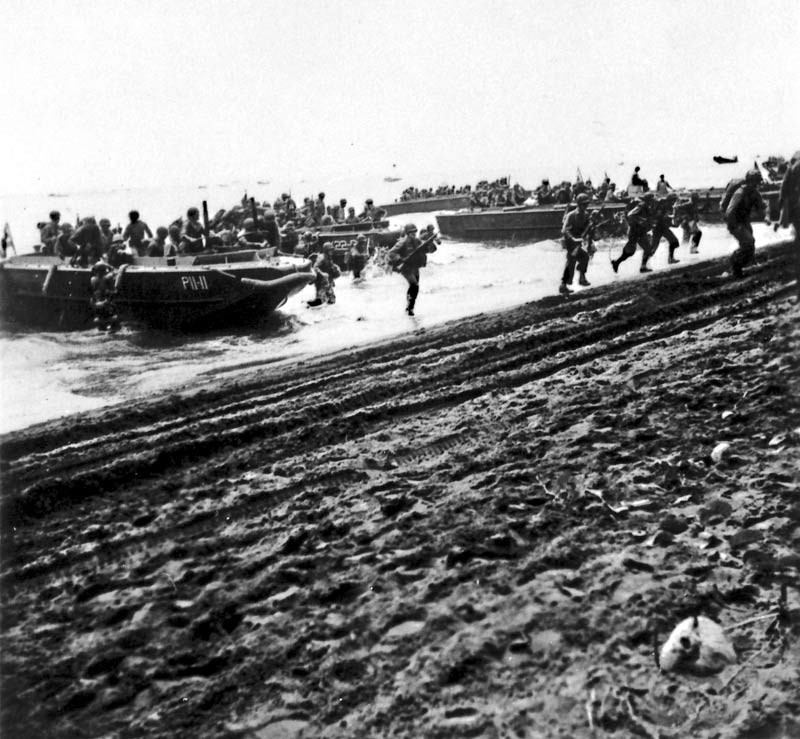
Thủy quân Lục chiến Mỹ đổ bộ lên Guadalcanal, ngày 7 tháng 8 năm 1942.

Trong khi cuộc đổ bộ đang diễn ra vào các ngày 7 và 8 tháng 8, máy bay Hải quân Nhật đặt căn cứ tại Rabaul dưới sự chỉ huy của Sadayoshi Yamada đã nhiều lần tấn công lực lượng đổ bộ Đồng Minh, làm cháy chiếc tàu vận tải Mỹ George F. Elliot (nó chìm hai ngày sau đó) và làm hỏng nặng chiếc tàu khu trục Jarvis. Trong hai ngày giao chiến, phía Nhật mất 36 máy bay, trong khi các tàu sân bay Mỹ thiệt hại 19 chiếc do cả chiến đấu lẫn tai nạn, trong đó có 14 máy bay tiêm kích.
Sau các trận không chiến này, Fletcher tỏ ý e ngại về sự thiệt hại của lực lượng tiêm kích trên các tàu sân bay của ông, về nguy cơ các tàu sân bay tiếp tục bị không kích, và về tình trạng nhiên liệu của các con tàu. Ông quyết định rút lui lực lượng đặc nhiệm tàu sân bay của mình khỏi khu vực quần đảo Solomon vào chiều tối ngày 8 tháng 8. Do không có được sự yểm trợ trên không của các tàu sân bay, Turner cũng cho rút lui các tàu bè của mình khỏi khu vực Guadalcanal, cho dù chưa đến nữa các trang thiết bị hạng nặng và tiếp liệu cần thiết cho lực lượng trên bờ được bốc dỡ. Dù sao, Turner cũng dự định cho bốc dỡ hàng tiếp liệu càng nhiều càng tốt cho Guadalcanal và Tulagi trong suốt đêm 8 tháng 8, và chỉ cho khởi hành các con tàu vận tải của mình vào sáng sớm ngày 9 tháng 8.
Đêm hôm đó, trong khi các con tàu vận tải đang được bốc dỡ, hai nhóm tàu chiến Đồng Minh hộ tống dưới quyền chỉ huy của Chuẩn Đô đốc Hải quân Hoàng gia Victor Crutchley hoàn toàn bị bất ngờ và bị đánh bại bởi một lực lượng hạm đội Nhật bao gồm bảy tàu tuần dương và một tàu khu trục của Hạm đội 8 Nhật Bản, đặt căn cứ tại Rabaul và Kavieng dưới quyền chỉ huy của Phó Đô đốc Gunichi Mikawa. Một tàu tuần dương Australia và ba tàu tuần dương Mỹ bị đánh chìm, và một tàu tuần dương Mỹ cùng hai tàu khu trục bị hư hại trong Trận chiến đảo Savo. Lực lượng Nhật Bản chỉ bị hư hại một tàu tuần dương. Tuy nhiên, Mikawa, lo lắng về nguy cơ bị các tàu sân bay Mỹ không kích vào lúc trời sáng nếu chần chừ ở lại, và không biết rằng Fletcher đã rút lui cùng các tàu sân bay Mỹ, đã ra lệnh cho hạm đội rút lui ngay về Rabaul, bỏ qua cơ hội tấn công các con tàu vận tải mà giờ đây không được bảo vệ. Sau đó, Turner cho rút tất cả các lực lượng hải quân Đồng Minh tại khu vực vào chiều tối ngày 9 tháng 8, để lại lực lượng Thủy quân Lục chiến trên bờ mà không có đủ vũ khí hạng nặng và tiếp liệu. Tuy nhiên, quyết định của Mikawa không tấn công các con tàu vận tải Đồng Minh khi ông có cơ hội đã tỏ ra là một sai lầm chiến lược nghiêm trọng.

## Các chiến dịch ban đầu

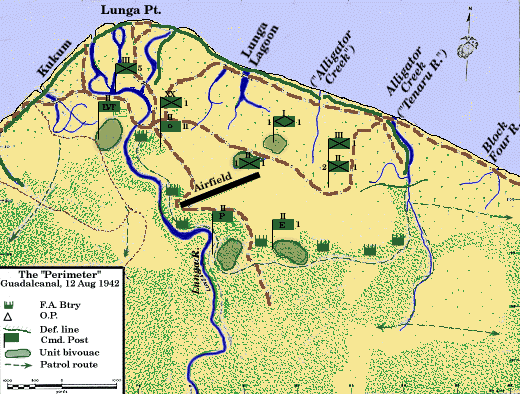
Các vị trí phòng thủ ban đầu của Thủy quân Lục chiến Mỹ chung quanh sân bay tại Lunga Point, Guadalcanal, ngày 12 tháng 8 năm 1942.

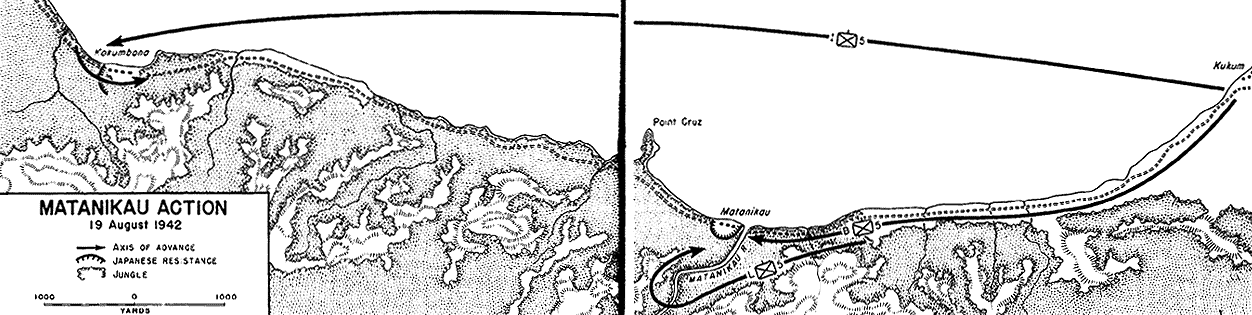
Sơ đồ các cuộc tấn công của Thủy quân Lục chiến Mỹ về phía Tây sông Matanikau, ngày 19 tháng 8 năm 1942.

Lực lượng 11.000 lính Thủy quân Lục chiến trên đảo Guadalcanal trước tiên tập trung vào việc thiết lập một ngoại vi phòng thủ chung quanh Lunga Point và sân bay, di chuyển hàng tiếp liệu đã bốc dỡ được vào bên trong phạm vi này, và hoàn tất việc xây dựng sân bay. Sau bốn ngày nỗ lực khẩn trương, số hàng tiếp liệu được chuyển từ bãi đổ bộ đến các kho phân tán trong phạm vi bảo vệ. Công việc hoàn tất sân bay được tiến hành ngay lập tức, chủ yếu bằng các thiết bị chiếm được của quân Nhật. Vào ngày 12 tháng 8, sân bay được đặt tên là Henderson Field theo tên của một phi công Thủy quân Lục chiến, Lofton R. Henderson, hy sinh trong Trận Midway. Đến ngày 18 tháng 8, sân bay sẵn sàng hoạt động. Lúc đó chỉ có năm ngày lương thực được dỡ xuống từ các tàu vận chuyển, cộng với số chiếm được từ quân Nhật, cho phép lực lượng Thủy quân Lục chiến có được 14 ngày lương thực. Để dành dụm tiếp liệu lượng thực, các đơn vị bị giới hạn chỉ được hai bữa ăn mỗi ngày. Lực lượng Đồng Minh còn mắc phải chứng bệnh tiêu chảy nặng không lâu sau khi đổ bộ, cứ mỗi năm người thì có một người mắc phải vào giữa tháng 8. Cho dù có một số ít công nhân xây dựng người Triều Tiên ra đầu hàng, đa số người Nhật và người Triều Tiên còn lại tập trung ngay phía Đông ngoại vi Lunga bên bờ Tây sông Matanikau và sống sót chủ yếu nhờ vào dừa. Một trạm quan sát hải quân Nhật cũng được phát hiện tại Taivu Point cách khoảng 35 km (22 dặm) phía Đông ngoại vi Lunga. Vào ngày 8 tháng 8, một tàu khu trục Nhật từ Rabaul đã chuyển 113 lính thủy đến tăng cường cho Matanikau.
Chiều tối ngày 12 tháng 8, một lực lượng tuần tra Thủy quân Lục chiến 25 người do Trung tá Frank Goettge dẫn đầu, chủ yếu gồm các nhân viên tình báo, đổ bộ bằng xuồng bên ngoài ngoại vi Lunga giữa Point Cruz và sông Matanikau; họ thực hiện một nhiệm vụ trinh sát, và một mục đích phụ nhằm tiếp xúc với một nhóm binh sĩ Nhật mà phía Mỹ tin rằng có ý định đầu hàng. Không lâu sau khi nhóm tuần tra đổ bộ lên bờ, họ bị một trung đội quân Nhật đóng gần đó tấn công và tiêu diệt hầu như toàn bộ nhóm tuần tra.
Để đáp trả, ngày 19 tháng 8, Vandegrift tung ra ba đại đội thuộc Trung đoàn 5 Thủy quân Lục chiến tấn công quân Nhật đang tập trung tại phía Tây Matanikau. Một đại đội tấn công vượt qua cồn cát tại cửa sông Matanikau trong khi một đại đội khác vượt sông cách 1.000 m về phía nội địa và tấn công các lực lượng Nhật đóng trong làng Matanikau. Đại đội thứ ba đổ bộ bằng xuồng xa hơn về phía Tây để tấn công làng Kokumbuna. Sau khi chiếm giữ hai làng một thời gian ngắn, ba đại đội Thủy quân Lục chiến quay trở về ngoại vi Lunga sau khi diệt được khoảng 65 lính Nhật và tổn thất bốn người. Hoạt động này, đôi khi được gọi là "Trận Matanikau thứ nhất", là trận đánh đầu tiên trong nhiều hoạt động dọc sông Matanikau trong suốt chiến dịch.
Ngày 20 tháng 8, chiếc tàu sân bay hộ tống Long Island chuyển giao hai phi đội máy bay Thủy quân Lục chiến đến sân bay Henderson, một phi đội 19 chiếc máy bay tiêm kích Grumman F4F Wildcat, và phi đội kia có 12 chiếc máy bay ném bom SBD Dauntless. Những chiếc máy bay tại Henderson bắt đầu được biết đến dưới tên gọi "Không lực Cactus" (Không lực Xương rồng, CAF) do tên mã mà Đồng Minh đặt cho Guadalcanal. Những chiếc máy bay tiêm kích bắt đầu hoạt động ngay ngày hôm sau, chống trả lại các cuộc ném bom Nhật Bản diễn ra hầu như hàng ngày. Đến ngày 22 tháng 8, chúng được bổ sung bởi năm chiếc P-400 Airacobra Lục quân cùng phi công.

## Trận Tenaru

Binh sĩ Nhật tử trận tại cồn cát ở cửa lạch Alligator, Guadalcanal sau Trận Tenaru.

Phản ứng lại việc Đồng Minh đổ bộ lên Guadalcanal, Bộ Tổng tư lệnh Đế quốc Nhật Bản giao cho Quân đoàn 17 đặt căn cứ tại Rabaul dưới quyền chỉ huy của Trung tướng Harukichi Hyakutake, nhiệm vụ tái chiếm Guadalcanal. Tập đoàn quân này được sự hỗ trợ của các đơn vị Hải quân Nhật, kể cả Hạm đội Liên hợp dưới quyền chỉ huy của Đô đốc Isoroku Yamamoto, đặt căn cứ tại Truk. Vào lúc này, Quân đoàn 17 đang bận rộn tham gia hoạt động tại New Guinea nên chỉ có ít đơn vị dự bị. Trong số đó, Lữ đoàn bộ binh 35 của Thiếu tướng Kiyotake Kawaguchi đang ở Palau, Trung đoàn 4 bộ binh Aoba đang ở Philippines và Trung đoàn 28 bộ binh Ichiki dưới quyền chỉ huy của Đại tá Kiyonao Ichiki đang trên tàu vận chuyển gần đảo Guam. Các đơn vị khác nhau lập tức bắt đầu di chuyển về phía Guadalcanal ngang qua Truk và Rabaul, nhưng Trung đoàn Ichiki, vốn là đơn vị ở gần nhất, đã đến khu vực này trước tiên. Một "Lực lượng thứ nhất" của đơn vị Ichiki, với khoảng 917 binh sĩ, đã đổ bộ từ các tàu khu trục lên Taivu Point, phía Đông ngoại vi Lunga vào ngày 19 tháng 8.
Đánh giá thấp sức mạnh của Lực lượng Đồng Minh trên đảo Guadalcanal, đơn vị của Ichiki thực hiện một cuộc tấn công trực diện ban đêm vào vị trí của Thủy quân Lục chiến tại lạch Alligator (cũng được gọi là "sông Ilu" trên bản đồ quân Mỹ) phía Đông ngoại vi Lunga vào những giờ đầu tiên của ngày 21 tháng 8. Cuộc tấn công của Ichiki bị đánh bại với tổn thất nặng cho quân Nhật, và được biết đến dưới tên gọi Trận Tenaru. Lúc trời sáng, các đơn vị Thủy quân Lục chiến phản công vào các lực lượng của Ichiki còn sống sót, tiêu diệt thêm nhiều người trong đó có chính Ichiki. Tổng cộng, chỉ còn lại 128 người trong tổng quân số 917 của Lực lượng thứ nhất Trung đoàn Ichiki. Những người sống sót quay trở về Taivu Point, báo cáo cho Bộ chỉ huy Quân đoàn 17 sự thất bại của họ, chờ đợi tăng viện và chỉ thị từ Rabaul.

## Trận chiến đông Solomon

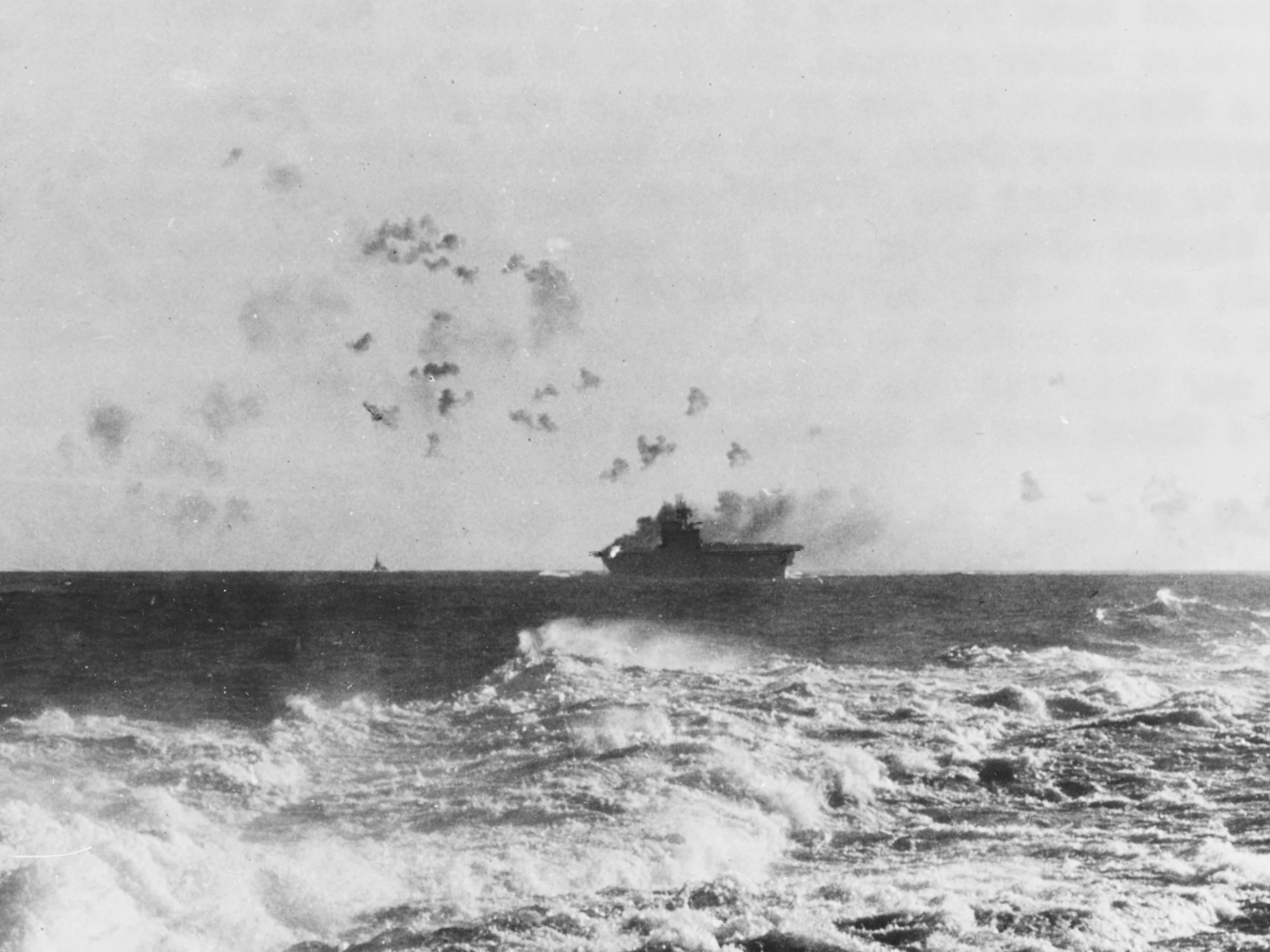
Tàu sân bay Enterprise đang bị tấn công trong Trận chiến đông Solomon.

Khi trận Tenaru kết thúc, có thêm nhiều lực lượng tăng cường Nhật Bản sẵn sàng lên đường. Khởi hành từ Truk vào ngày 16 tháng 8 là ba tàu vận tải chậm chạp chở 1.400 binh sĩ còn lại của Trung đoàn 28 bộ binh Ichiki và 500 lính thủy thuộc đơn vị Yokosuka 5 Đổ bộ Đặc biệt. Bảo vệ các con tàu vận tải là 13 tàu chiến dưới quyền chỉ huy của Chuẩn Đô đốc Raizo Tanaka, với kế hoạch đổ bộ các lực lượng nói trên lên đảo Guadalcanal vào ngày 24 tháng 8. Để bảo vệ cho cuộc đổ bộ các lực lượng trên và để hỗ trợ cho việc tái chiếm sân bay Henderson từ tay Đồng Minh, Yamamoto chỉ thị cho Đô đốc Chuichi Nagumo xuất phát cùng một lực lượng tàu sân bay từ Truk vào ngày 21 tháng 8 hướng đến khu vực Nam quần đảo Solomon. Lực lượng của Nagumo bao gồm ba tàu sân bay và 30 tàu chiến khác.
Cùng lúc đó, ba đội đặc nhiệm tàu sân bay Mỹ của Đô đốc Fletcher cũng tiến đến Guadalcanal để đối phó các nỗ lực tấn công của quân Nhật. Trong các ngày 24 và 25 tháng 8, hai lực lượng tàu sân bay đối đầu với nhau trong Trận chiến đông Solomon, với kết quả là cả hai hạm đội đều phải rút lui sau khi chịu một số thiệt hại, và phía Nhật bị mất một tàu sân bay hạng nhẹ. Đoàn tàu vận tải của Tanaka phải chịu tổn thất nặng bởi các cuộc không kích của Không lực Cactus từ sân bay Henderson Field, một trong số các tàu vận tải bị đánh chìm. Họ bị buộc phải chuyển hướng sang đảo Shortland phía Bắc quần đảo Solomons chuyển số binh sĩ còn sống sót sang các tàu khu trục để được chuyển đến Guadalcanal sau đó.

## Không chiến bên trên sân bay Henderson và tăng cường phòng thủ Lunga

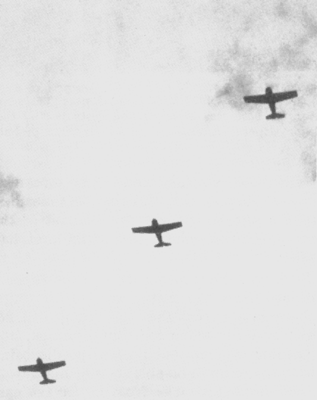
Máy bay tiêm kích F4F Wildcat của thủy quân lục chiến Mỹ cất cánh từ sân bay Henderson, khoảng cuối tháng 8 hay đầu tháng 9 năm 1942.

Trong suốt tháng 8, một số lượng nhỏ máy bay và đội bay của Mỹ tiếp tục được tăng cường đến Guadalcanal. Đến cuối tháng 8, có tổng cộng 64 máy bay đủ loại đặt căn cứ tại sân bay Henderson. Vào ngày 3 tháng 9, chỉ huy trưởng Không đoàn 1 Thủy quân Lục chiến, Chuẩn tướng Roy S. Geiger, đến nơi cùng bộ tham mưu của ông và nắm quyền chỉ huy mọi hoạt động không lực tại Henderson. Các trận không chiến giữa máy bay Đồng Minh tại Henderson cùng máy bay ném bom và máy bay tiêm kích Nhật xuất phát từ Rabaul diễn ra hầu như hàng ngày. Từ ngày 26 tháng 8 đến ngày 5 tháng 9, phía Mỹ mất khoảng 15 máy bay trong khi Nhật tổn thất khoảng 19 chiếc. Hơn phân nửa số phi công Mỹ bị bắn rơi được giải cứu trong khi đa số thành viên đội bay Nhật bị mất tích hẳn. Chuyến bay khứ hồi kéo dài tám giờ từ Rabaul đến Guadalcanal, với khoảng cách 1.800 km (1.120 dặm) tổng cộng, đã ảnh hưởng nặng nề đến những nỗ lực của Nhật Bản muốn chiếm lấy ưu thế trên không bên trên sân bay Henderson. Các trinh sát duyên hải người Australia trên các đảo Bougainville và New Georgia thường có thể cảnh báo sớm cho lực lượng Đồng Minh tại Guadalcanal về các cuộc không kích, cho phép máy bay tiêm kích Mỹ có đủ thời gian cất cánh và chiếm được vị trí thích hợp để tấn công máy bay ném bom và máy bay tiêm kích Nhật khi chúng bay đến. Vì vậy, không lực Nhật Bản dần dần kiệt sức tại bầu trời bên trên Guadalcanal.
Trong thời gian này, Vandegrift tiếp tục hướng các nỗ lực vào việc tăng cường và cải thiện việc phòng thủ ngoại vi Lunga. Từ ngày 21 tháng 8 đến ngày 3 tháng 9, ông tái bố trí ba tiểu đoàn Thủy quân Lục chiến, bao gồm Tiểu đoàn 1 Raider do Merritt A. Edson chỉ huy, và Tiểu đoàn 1 Nhảy dù từ Tulagi và Gavutu đến Guadalcanal. Các đơn vị này đã bổ sung thêm khoảng 1.500 người cho lực lượng ban đầu 11.000 người của Vandegrift để bảo vệ sân bay Henderson. Tiểu đoàn 1 Nhảy dù, vốn bị tổn thất nặng trong trận Tulagi và Gavutu-Tanambogo, cùng được đặt dưới sự chỉ huy của Edson. Đơn vị được tái bố trí còn lại, Tiểu đoàn 1 thuộc Trung đoàn 5 Thủy quân Lục chiến (1/5), được cho đổ bộ bằng xuồng xuống địa điểm phía Tây Matanikau gần làng Kokumbuna vào ngày 27 tháng 8 với nhiệm vụ tấn công các đơn vị Nhật Bản tại khu vực này, giống như hoạt động Matanikau lần đầu vào ngày 19 tháng 8. Tuy nhiên, lần này, Thủy quân Lục chiến bị ngăn trở bởi địa hình phức tạp, thời tiết nóng bức và sự phòng thủ của quân Nhật được bố trí chặt chẽ. Sáng hôm sau, họ phát hiện là quân Nhật phòng ngự đã rút đi trong đêm, và họ quay về Lunga bằng xuồng. Tổn thất trong trận này là 20 lính Nhật và 3 lính Mỹ thiệt mạng.
Các đoàn tàu vận tải nhỏ Đồng Minh đến được Guadalcanal vào các ngày 23 và 29 tháng 8, 1 và 8 tháng 9 tiếp tế cho Thủy quân Lục chiến tại Lunga thêm thực phẩm, đạn dược, nhiên liệu máy bay và nhân viên kỹ thuật máy bay. Chuyến tàu vận tải ngày 1 tháng 9 còn mang đến đảo 392 người thuộc lực lượng Công binh để duy tu và cải thiện sân bay Henderson.

## Tốc hành Tokyo

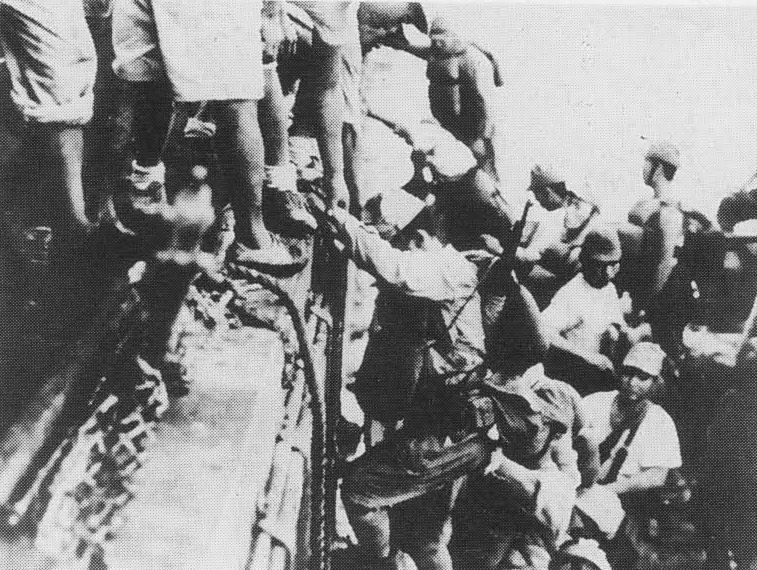
Binh sĩ Nhật đang lên tàu khu trục cho một chuyến đi "Tốc hành Tokyo" đến Guadalcanal

Đến ngày 23 tháng 8, Lữ đoàn 35 bộ binh của Kawaguchi đến được Truk và được chất lên các tàu vận tải chậm để đi nốt đoạn cuối của hành trình đến Guadalcanal. Những thiệt hại xảy đến cho đoàn tàu vận tải của Tanaka trong trận chiến đông Solomon khiến phía Nhật Bản phải cân nhắc lại việc gửi thêm lực lượng đến Guadalcanal bằng các tàu vận tải. Thay vì vậy, những con tàu chở binh lính của Kawaguchi được cho hướng đến Rabaul. Tại đây, họ có kế hoạch đưa người của Kawaguchi đến Guadalcanal bằng tàu khu trục thông qua một căn cứ hải quân Nhật tại quần đảo Shortland. Những chiếc tàu khu trục Nhật thường có thể thực hiện chuyến đi khứ hồi dọc theo "khe" (eo biển New Georgia) đến Guadalcanal trong một đêm trong suốt thời gian chiến dịch, tối thiểu khả năng phơi ra trước các cuộc không kích Đồng Minh; chúng được lực lượng Đồng Minh biết đến như là những chuyến "Tốc hành Tokyo" trong khi quân Nhật đặt tên cho nó là "Chuyên chở chuột" (Rat Transportation). Tuy nhiên, việc vận chuyển lực lượng như vậy ngăn trở việc mang theo đến Guadalcanal hầu hết các trang bị nặng và tiếp liệu của binh sĩ, bao gồm pháo nặng, xe cộ cũng như nhiều lương thực và đạn dược. Thêm vào đó, hoạt động này trói chân các tàu khu trục Nhật vốn đang rất cần thiết trong vai trò hộ tống tàu buôn. Do không có khả năng hoặc không có chủ định, các chỉ huy hải quân Đồng Minh đã không thách thức lực lượng Hải quân Nhật vào ban đêm, nên người Nhật kiểm soát vùng biển chung quanh quần đảo Solomon khi trời tối. Dù vậy, mọi tàu bè Nhật ở lại trong phạm vi hoạt động của máy bay từ sân bay Henderson vào ban ngày, khoảng 320 km (200 dặm), sẽ gặp nguy hiểm lớn do bị tấn công từ trên không. Tình huống chiến thuật này tồn tại trong nhiều tháng sau đó trong suốt chiến dịch.
Từ ngày 29 tháng 8 đến ngày 4 tháng 9, nhiều tàu tuần dương hạng nhẹ, tàu khu trục và tàu tuần tra đã có thể chuyển khoảng 5.000 binh sĩ đến Taivu Point, bao gồm hầu hết Lữ đoàn 35 bộ binh, phần lớn Trung đoàn 4 bộ binh Aoba và phần còn lại của Trung đoàn Ichiki. Tướng Kawaguchi, người đã đổ bộ lên Taivu Point ngày 31 tháng 8, được đặt làm chỉ huy toàn bộ lực lượng Nhật Bản trên đảo Guadalcanal. Một chuyến vận chuyển khác đã đưa 1.000 binh sĩ thuộc Lữ đoàn Kawaguchi dưới quyền chỉ huy của Đại tá Akinosuke Oka lên Kamimbo, phía Tây ngoại vi Lunga.

## Trận chiến đồi Edson

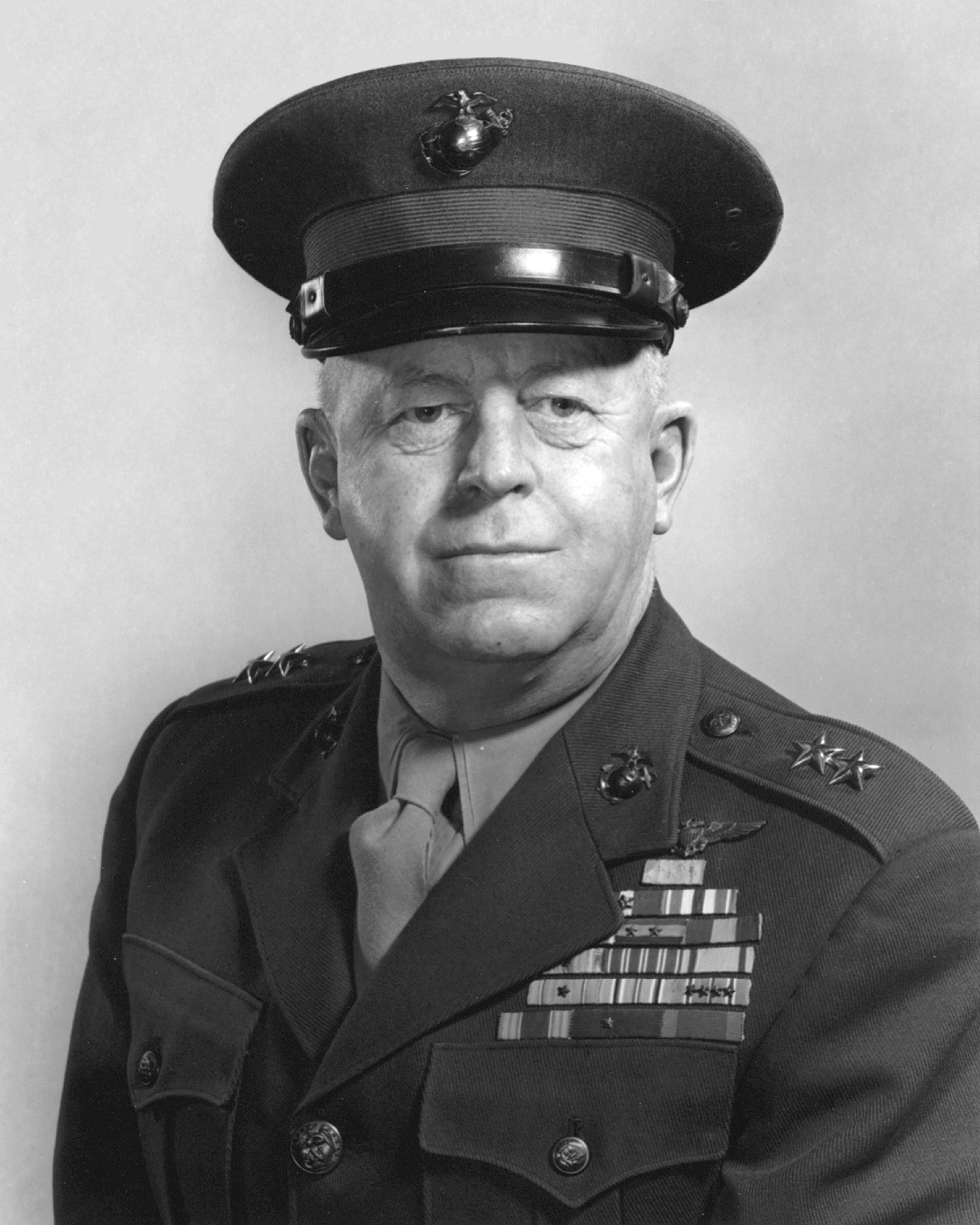
Trung tá Thủy quân Lục chiến Merritt A. Edson (ảnh chụp khi ông đã được thăng lên Thiếu tướng) chỉ huy lực lượng Đồng Minh trong trận chiến đồi Edson

Vào ngày 7 tháng 9, Kawaguchi công bố kế hoạch tấn công của ông nhằm "đánh bại và tiêu diệt đối phương tại vùng lân cận sân bay trên đảo Guadalcanal". Kế hoạch tấn công của Kawaguchi chia lực lượng của ông làm ba mũi, tiếp cận vùng ngoại vi Lunga và tung ra một cuộc tấn công bất ngờ vào ban đêm. Lực lượng của Đại tá Oka sẽ tấn công vùng ngoại vi sân bay từ phía Tây trong khi Lực lượng thứ hai của Ichiki, giờ đây được đổi tên thành Tiểu đoàn Kuma, sẽ tấn công từ phía Đông. Mũi tấn công chính sẽ được thực hiện bởi lực lượng chủ lực của Kawaguchi, với binh lực lên đến 3.000 người thuộc ba tiểu đoàn, từ cánh rừng phía Nam vùng ngoại vi Lunga. Đến ngày 7 tháng 9, hầu hết lực lượng của Kawaguchi đã rời Taivu hướng về phía Lunga Point dọc theo bờ biển. Có khoảng 250 lính Nhật ở lại phía sau để bảo vệ căn cứ hậu cần của Lữ đoàn tại Taivu.
Cùng lúc đó, lính trinh sát bản địa dưới sự chỉ huy của Martin Clemens, một trinh sát duyên hải nguyên là sĩ quan của Lực lượng Phòng vệ Lãnh thổ Bảo hộ Solomon, và dưới sự chỉ đạo của sĩ quan Anh tại Guadalcanal, đã mang báo cáo đến Bộ chỉ huy Thủy quân Lục chiến về tình hình quân Nhật tại Taivu, gần làng Tasimboko. Edson vạch ra một cuộc đột kích vào lực lượng Nhật Bản đang tập trung tại Taivu. Vào ngày 8 tháng 9, sau khi đổ bộ xuống gần Taivu bằng xuồng, người của Edson đã chiếm lấy Tasimboko trong khi lực lượng bảo vệ Nhật rút lui vào rừng. Tại Tasimboko, lực lượng của Edson tìm thấy kho dự trữ tiếp liệu chính của Kawaguchi, bao gồm lượng thực phẩm dự trữ lớn, đạn dược, thuốc men và cả một điện đài sóng ngắn công suất lớn. Sau khi tiêu hủy tất cả những gì trông thấy ngoại trừ một số tài liệu và thiết bị có thể mang theo được, Thủy quân Lục chiến quay trở về khu vực ngoại vi Lunga. Số lượng lớn hàng tiếp liệu tìm thấy, cùng với tin tức tình báo có được do các tài liệu tịch thu, cho phép Thủy quân Lục chiến biết được có ít nhất 3.000 quân Nhật đang hiện diện trên đảo và rõ ràng đang vạch một kế hoạch tấn công.
Edson, cùng với Đại tá Gerald Thomas, trưởng phòng hành quân trong bộ tham mưu của Vandegrift, đã dự đoán chính xác rằng cuộc tấn công của quân Nhật sẽ được thực hiện dọc theo một dãy đồi san hô hẹp mọc đầy cỏ, dài khoảng 900 m (1000 yard) chạy song song với sông Lunga ở ngay phía sau sân bay Henderson. Dãy đồi này, được gọi là đồi Lunga, cung cấp một con đường tự nhiên tiếp cận đến sân bay, khống chế được cả khu vực chung quanh, nhưng quan trọng nhất là cho đến lúc đó hầu như không được bảo vệ. Vào ngày 11 tháng 9, 840 người trong tiểu đoàn của Edson được bố trí trên dãy đồi và khu vực chung quanh.

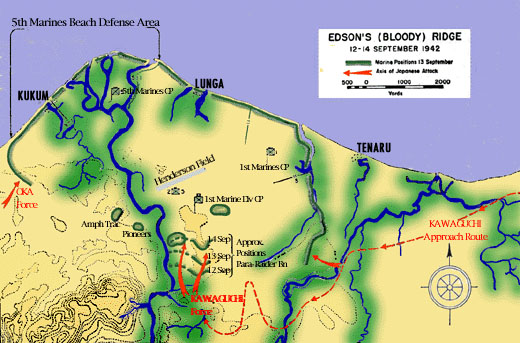
Bản đồ khu vực ngoại vi Lunga tại Guadalcanal, cho thấy những con đường tiếp cận của quân Nhật và địa điểm tấn công trong trận đánh. Mũi tấn công của Oka ở hướng Tây (bên trái), Tiểu đoàn Kuma tấn công từ hướng Đông (bên phải) và lực lượng chủ lực tấn công "đồi Edson " (đồi Lunga) phía dưới phần giữa của bản đồ.

Đêm 12 tháng 9, Tiểu đoàn 1 của Kawaguchi tấn công đơn vị Raider giữa sông Lunga và dãy đồi, buộc một đại đội Thủy quân Lục chiến phải rút lui về dãy đồi trước khi quân Nhật dừng cuộc tấn công lúc trời sáng. Đêm tiếp theo, đối đầu với 830 người trong lực lượng Raider của Edson là 3.000 quân trong lữ đoàn Kawaguchi cùng một lực lượng pháo binh nhẹ. Quân Nhật bắt đầu tấn công ngay khi trời vừa tối, Tiểu đoàn 1 của Kawaguchi tấn công sườn phải của Edson về phía Tây dãy đồi. Sau khi chọc thủng đội hình của Thủy quân Lục chiến, cuối cùng cuộc tấn công của tiểu đoàn bị chặn đứng bởi lực lượng Thủy quân Lục chiến phòng thủ phần phía Bắc của dãy đồi.
Hai đại đội thuộc Tiểu đoàn 2 Kawaguchi tấn công vào phần phía Nam dãy đồi và đẩy lui lực lượng của Edson về Đồi 123 tại phần trung tâm của dãy đồi. Suốt đêm, Thủy quân Lục chiến tại điểm cao này, dưới sự trợ giúp của pháo binh, đã đẩy lui quân Nhật tấn công trực diện hết đợt này đến đợt khác, đôi khi phải kết thúc bằng những cuộc giáp lá cà. Những đơn vị Nhật lọt qua được dãy đồi tiến đến rìa sân bay cũng bị đánh lui. Các cuộc tấn công của tiểu đoàn Kuma và của đơn vị Oka tại các địa điểm khác trong phần ngoại vi Lunga đều bị đánh bại. Vào ngày 14 tháng 9, sau năm ngày chiến đấu căng thẳng, Kawaguchi dẫn đầu những người còn sống sót trong lữ đoàn bị tiêu tan của ông đi về hướng Tây tại thung lũng Matanikau để sáp nhập với đơn vị của Oka. Tổng cộng, lực lượng của Kawaguchi có 850 người chết trong khi Thủy quân Lục chiến mất 104 người.
Ngày 15 tháng 9, Hyakutake tại Rabaul biết được tin tức về thất bại của Kawaguchi và báo cáo tin tức này về Bộ tổng tư lệnh Đế quốc tại Nhật Bản. Trong một cuộc họp khẩn cấp, lãnh đạo cao cấp của Lục quân và Hải quân Nhật đều đưa ra kết luận rằng "Guadalcanal có thể phát triển thành một trận chiến quyết định của cuộc chiến". Kết quả của trận chiến này sẽ có ảnh hưởng chiến lược mạnh mẽ đến các hoạt động tại các khu vực khác của Thái Bình Dương. Hyakutake ý thức rằng để thi hành mệnh lệnh tập trung đầy đủ nhân lực và phương tiện để có thể đánh bại lực lượng Đồng Minh tại Guadalcanal, ông không thể đồng thời hỗ trợ cho chiến dịch tấn công đang diễn ra trên đường mòn Kokoda tại New Guinea. Hyakutake, với sự tán thành của Bộ tổng tư lệnh, đã ra lệnh cho lực lượng của ông tại New Guinea, vốn chỉ còn cách mục tiêu cảng Moresby không đầy 48 km (30 dặm), rút lui cho đến khi "vấn đề Guadalcanal " được giải quyết. Hyakutake bắt đầu chuẩn bị để gửi thêm nhiều quân đến Guadalcanal để thực hiện một nỗ lực khác nhằm tái chiếm sân bay Henderson.

## Tăng viện

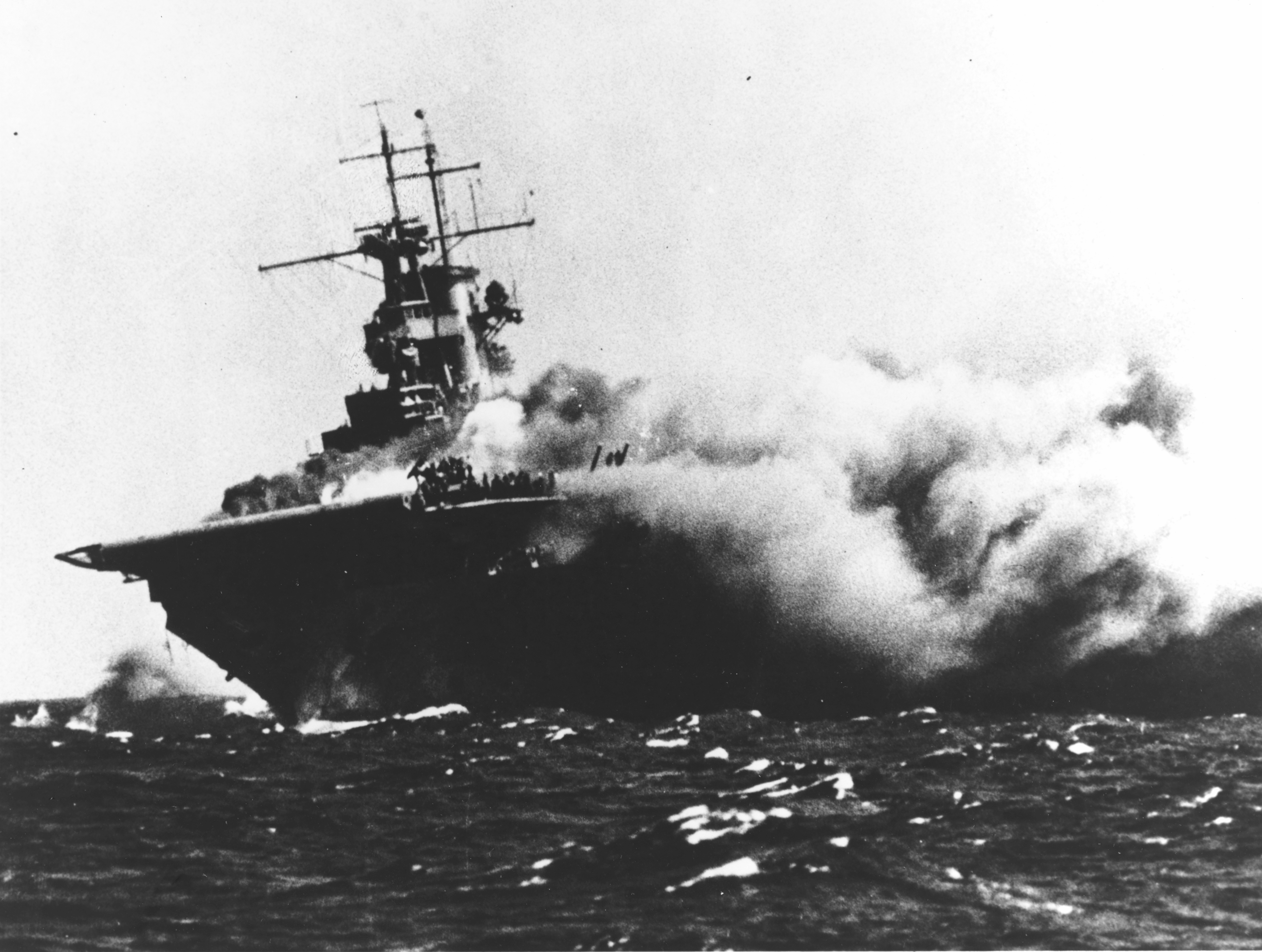
Tàu sân bay Wasp bốc cháy sau khi trúng ngư lôi của tàu ngầm Nhật ngày 15 tháng 9.

Trong khi quân Nhật đang tái tập trung lực lượng tại phía Tây Matanikau, lực lượng Mỹ tập trung vào việc chống đỡ và tăng cường phòng thủ Lunga. Vào ngày 14 tháng 9, Vandegrift cho chuyển thêm Tiểu đoàn 3 thuộc Trung đoàn 2 Thủy quân Lục chiến (3/2) từ Tulagi đến Guadalcanal. Sang ngày 18 tháng 9, một đoàn tàu vận tải Đồng Minh đưa đến thêm 4.157 người thuộc Lữ đoàn 3 Thủy quân Lục chiến (gồm Trung đoàn 7 Thủy quân Lục chiến, Trung đoàn 11 và một số đơn vị hỗ trợ), 137 xe cộ, lều bạt, nhiên lliệu máy bay, đạn dược, thực phẩm và các thiết bị công cụ đến Guadalcanal. Sự tăng viện kịp thời này cho phép Vandegrift, bắt đầu từ ngày 19 tháng 9, thành lập một vành đai phòng thủ liên tục chung quanh ngoại vi Lunga. Tuy nhiên, trong khi hộ tống đoàn tàu vận tải này, tàu sân bay Wasp bị tàu ngầm Nhật I-19 đánh chìm phía Đông Nam Guadalcanal, tạm thời khiến cho chỉ còn lại một tàu sân bay Đồng Minh duy nhất (Hornet) hoạt động tại vùng Nam Thái Bình Dương. Vandegrift cũng thay đổi một số chỉ huy cao cấp trong các đơn vị chiến đấu, điều đi khỏi đảo nhiều sĩ quan mà theo ông không đáp ứng tiêu chuẩn thể hiện, đề bạt vào vị trí đó nhiều sĩ quan cấp dưới từng khẳng định được mình trong chiến đấu. Một trong số đó là Đại tá vừa được thăng cấp Merritt Edson, được giao trách nhiệm chỉ huy Trung đoàn 5 Thủy quân Lục chiến.
Tình hình không chiến bên trên bầu trời Guadalcanal có được một khoảng thời gian tạm lắng, khi không có cuộc không kích nào của quân Nhật diễn ra từ ngày 14 tháng 9 đến ngày 27 tháng 9 do thời tiết xấu, thời gian mà cả hai phía củng cố lại các đơn vị không quân của mình. Phía Nhật tăng cường thêm 85 máy bay ném bom và máy bay tiêm kích cho các đơn vị tại Rabaul trong khi phía Mỹ mang 23 máy bay tiêm kích và máy bay cường kích đến sân bay Henderson. Tính đến ngày 20 tháng 9, quân Nhật có tổng cộng 117 máy bay tại Rabaul trong khi phía Đồng Minh có 71 máy bay tại sân bay Henderson. Cuộc chiến trên không tiếp tục trở lại khi quân Nhật tung ra cuộc không kích xuống Guadalcanal vào ngày 27 tháng 9, và bị ngăn chặn bởi máy bay tiêm kích của Hải quân và Thủy quân Lục chiến tại Henderson.
Quân Nhật lập tức bắt đầu chuẩn bị cho đợt tấn công kế tiếp nhằm chiếm lại Henderson. Tiểu đoàn 3 thuộc Trung đoàn 4 Aoba đã đổ bộ xuống vịnh Kamimbo tại phần cực Tây Guadalcanal vào ngày 11 tháng 9, quá trễ để có thể tham gia cuộc tấn công của Kawaguchi. Dù sao, giờ đây tiểu đoàn gia nhập vào lực lượng của Đại tá Oka gần Matanikau. Các chuyến vận chuyển "Tốc hành Tokyo" bởi các tàu khu trục vào ngày 14, 20, 21 và 24 tháng 9 chuyển được đến Kamimbo trên Guadalcanal một lượng lớn thực phẩm và đạn dược, cùng 280 người của Tiểu đoàn 1 thuộc Trung đoàn Aoba. Trong khi đó, các sư đoàn 2 và 38 bộ binh Lục quân Nhật được vận chuyển từ Đông Ấn thuộc Hà Lan đến Rabaul bắt đầu từ ngày 13 tháng 9. Phía Nhật Bản đặt kế hoạch chuyển tổng cộng 17.500 quân thuộc hai sư đoàn này đến Guadalcanal để tham gia cuộc tấn công lớn tiếp theo sau vào ngoại vi Lunga, được dự định vào ngày 20 tháng 10 năm 1942.

## Các hoạt động dọc theo sông Matanikau

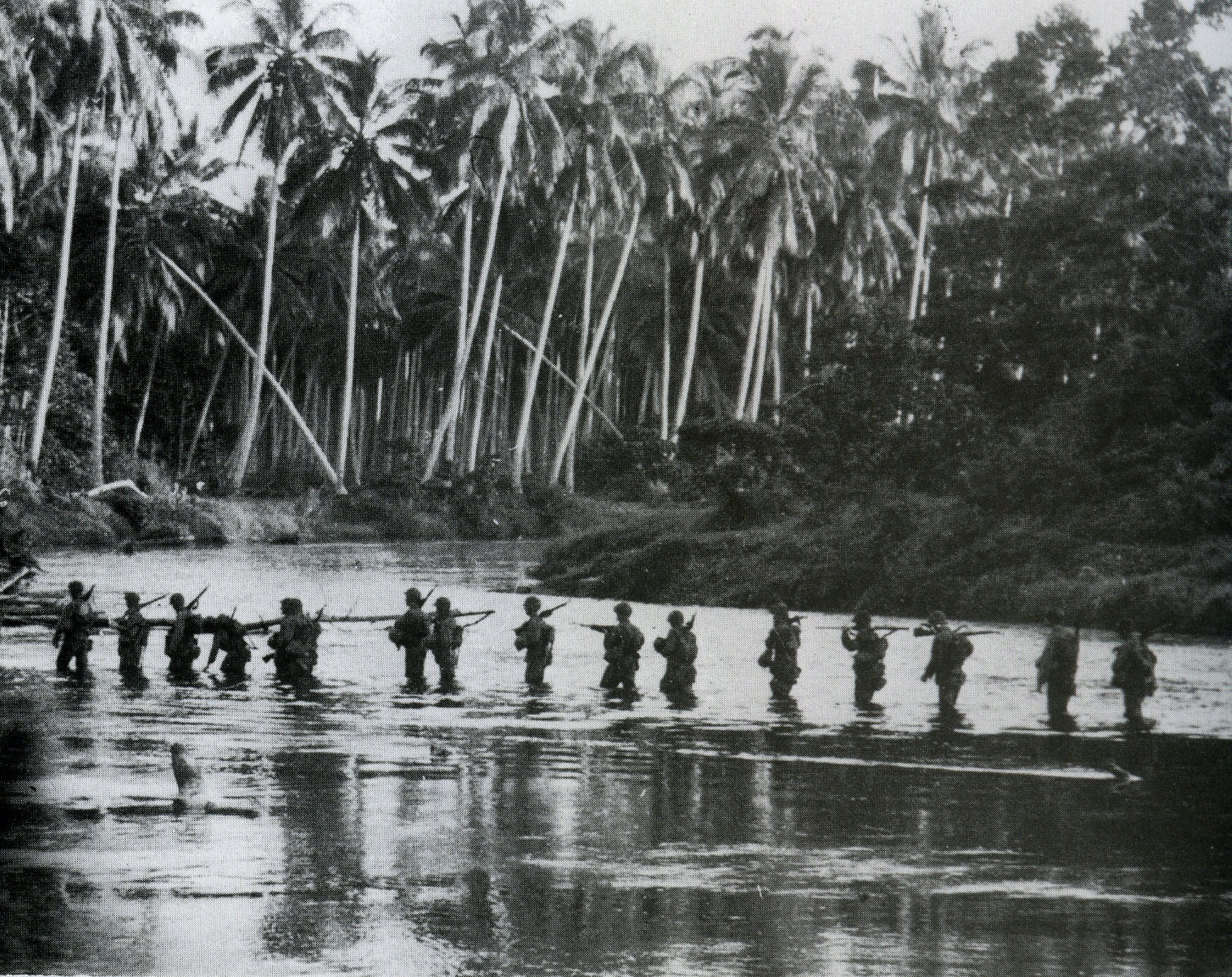
Lực lượng Thủy quân Lục chiến tuần tra dọc theo sông Matanikau vào tháng 9 năm 1942.

Vandegrift và bộ tham mưu của ông ý thức rằng lực lượng của Kawaguchi đã rút lui về khu vực phía Tây sông Matanikau và nhiều nhóm quân Nhật lang thang đang tản mác trong suốt khu vực giữa ngoại vi Lunga cho đến sông Matanikau. Vì vậy Vandegrift quyết định thực hiện một loạt các hoạt động của các đơn vị nhỏ chung quanh thung lũng Matanikau. Mục đích của các hoạt động này là nhằm càn quét các nhóm quân Nhật tản mác ở phía Đông Matanikau và nhằm giữ cho nhóm quân chủ lực Nhật mất quân bình để họ không thể củng cố các vị trí quá gần ngoại vi phòng thủ của Thủy quân Lục chiến chung quanh Lunga Point.
Hoạt động đầu tiên của Thủy quân Lục chiến Mỹ nhằm tấn công lực lượng Nhật đóng về phía Tây sông Matanikau, được thực hiện từ ngày 23 đến ngày 27 tháng 9 bởi các đơn vị thuộc ba tiểu đoàn đã bị lực lượng của Kawaguchi dưới sự chỉ huy trực tiếp tại chỗ của Akinosuke Oka đẩy lui. Trong hoạt động này, ba đại đội Thủy quân Lục chiến bị quân Nhật bao vây gần Point Cruz về phía Tây Matanikau, chịu tổn thất nặng, và cố thoát ra được với sự trợ giúp từ một tàu khu trục Mỹ và tàu đổ bộ do người của lực lượng Tuần duyên điều khiển.
Trong hoạt động thứ hai từ ngày 6 đến ngày 9 tháng 10, một lực lượng lớn Thủy quân Lục chiến đã vượt qua sông Matanikau thành công và tấn công lực lượng Nhật mới đổ bộ thuộc Sư đoàn 2 Bộ binh thuộc quyền chỉ huy của các tướng Masao Maruyama và Yumio Nasu, và đã gây thiệt hại nặng cho Trung đoàn 4 Bộ binh. Hoạt động thứ hai này đã buộc quân Nhật phải rút lui khỏi các vị trí của họ ở phía Đông Matanikau và gây trở ngại việc chuẩn bị cho cuộc tấn công lớn tiếp theo được hoạch định nhắm vào vành đai phòng thủ Lunga.
Từ ngày 9 đến ngày 11 tháng 10, các tiểu đoàn 1 và 2 Thủy quân Lục chiến đột kích hai tiền đồn Nhật Bản nhỏ Gurabusu và Koilotumaria cách ngoại vi Lunga 48 km (30 dặm) về phía Đông gần vịnh Aola. Kết quả của trận đánh này đã khiến 35 lính Nhật thiệt mạng trong khi có 17 lính Thủy quân Lục chiến và ba lính Hải quân Mỹ bị giết.

## Trận chiến mũi Esperance
Trong suốt tuần lễ cuối cùng của tháng 9 và tuần đầu tiên của tháng 10 năm 1942, các chuyến "Tốc hành Tokyo" đã đưa các đơn vị thuộc Sư đoàn 2 Bộ binh Lục quân Nhật đến Guadalcanal. Hải quân Nhật hứa hẹn sẽ hỗ trợ cho kế hoạch tấn công của Lục quân, không chỉ bằng việc vận chuyển binh lực, thiết bị và tiếp liệu cần thiết đến hòn đảo, mà còn gia tăng cường độ ném bom sân bay Henderson và gửi các tàu chiến đến bắn phá hòn đảo.

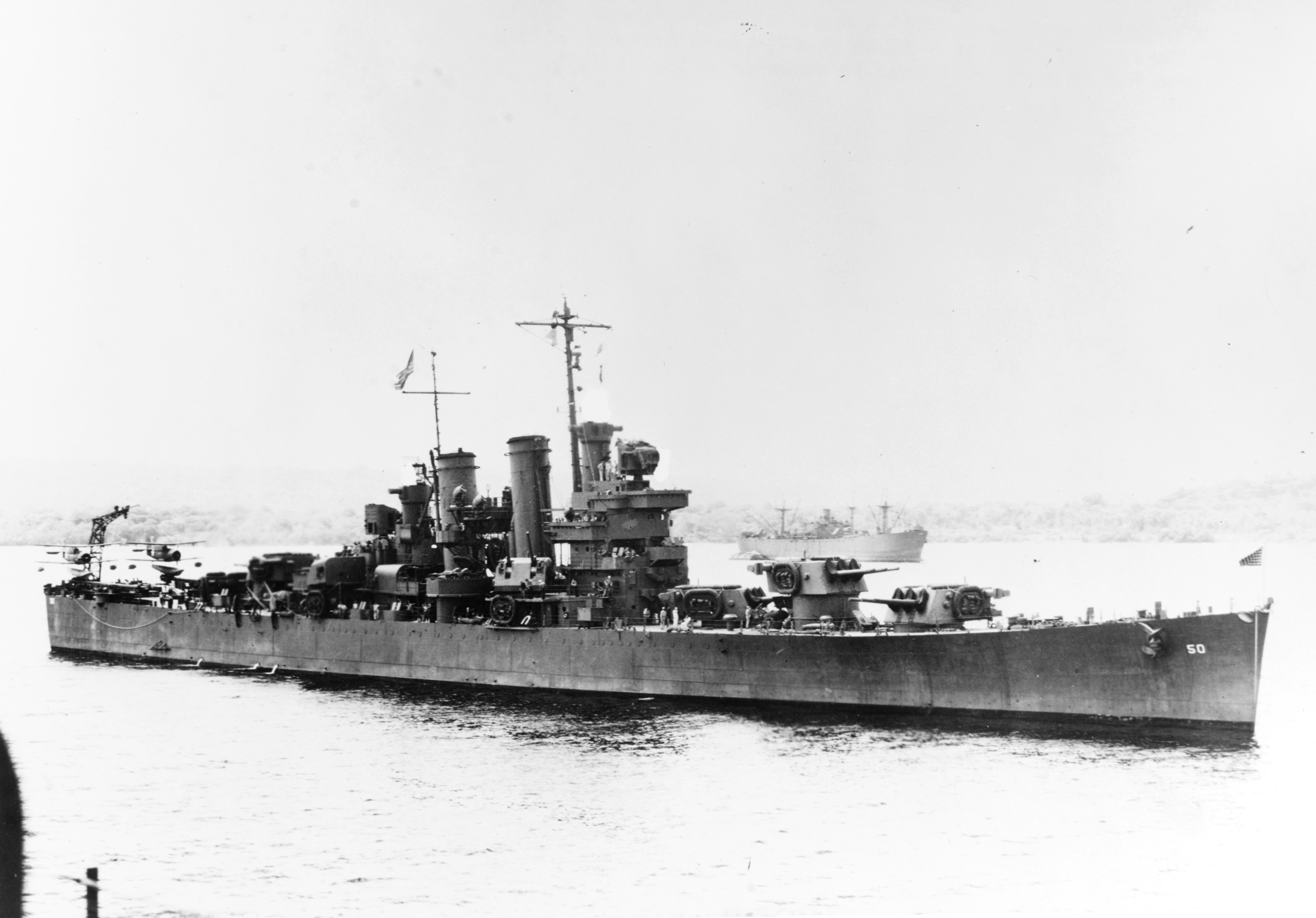
Tàu tuần dương Mỹ Helena, trong thành phần Lực lượng Đặc nhiệm 64 dưới quyền chỉ huy của Đô đốc Norman Scott.

Cùng lúc đó, Millard F. Harmon, Tư lệnh lực lượng Quân đội Hoa Kỳ tại Nam Thái Bình Dương, đã thuyết phục Ghormley rằng lực lượng Thủy quân Lục chiến trên đảo Guadalcanal cần được tăng cường ngay để phía Đồng Minh có thể giữ vững được hòn đảo trong cuộc tấn công sắp tới của quân Nhật được dự đoán. Vì vậy, vào ngày 8 tháng 10, 2.837 người thuộc Trung đoàn 164 Bộ binh thuộc Sư đoàn Americal Lục quân Mỹ lên tàu tại New Caledonia thực hiện chuyến đi đến Guadalcanal và dự định cập bến vào ngày 13 tháng 10. Để bảo vệ đoàn tàu vận tải đi đến Guadalcanal, Ghormley ra lệnh cho Lực lượng Đặc nhiệm 64, bao gồm bốn tàu tuần dương và năm tàu khu trục dưới quyền chỉ huy của Chuẩn Đô đốc Norman Scott, để đánh chặn và chống lại mọi tàu chiến Nhật có thể xuất hiện tại Guadalcanal đe dọa đến đoàn tàu vận tải.
Bộ tham mưu Hạm đội 8 của Mikawa dự định tổ chức một chuyến "Tốc hành Tokyo" quan trọng vào đêm 11 tháng 10. Hai tàu chở thủy phi cơ và sáu tàu khu trục sẽ vận chuyển 728 binh sĩ cùng pháo binh và đạn dược đến Guadalcanal. Cùng thời gian đó nhưng trong một hoạt động riêng biệt, ba tàu tuần dương và hai tàu khu trục dưới quyền chỉ huy của Chuẩn Đô đốc Aritomo Gotō lên đường bắn phá sân bay Henderson với các quả đạn pháo mảnh đặc biệt nhằm mục đích tiêu diệt Không lực Cactus và các thiết bị của sân bay. Do trong thực tế tàu chiến Mỹ chưa từng có ý định can thiệp các chuyến tàu Tốc hành Tokyo đến Guadalcanal, người Nhật cho rằng không có sự đối đầu của lực lượng tàu nổi Hải quân Mỹ trong đêm đó.
Ngay trước nữa đêm, tàu chiến của Scott phát hiện lực lượng của Gotō trên màn hình radar gần lối vào eo biển giữa đảo Savo và Guadalcanal. Lực lượng của Scott ở vào vị thế Cắt ngang chữ T đội hình không được chuẩn bị của Gotō. Sau khi được lệnh nổ súng, tàu chiến của Scott đánh chìm một tàu tuần dương và một tàu khu trục của Gotō, làm hư hại nặng một tàu tuần dương khác, làm Gotō tử thương và buộc những chiếc tàu chiến còn lại từ bỏ nhiệm vụ bắn phá để rút lui. Trong trận đấu pháo, một tàu khu trục của Scott bị đánh chìm, một tàu tuần dương và một tàu khu trục khác bị hư hại. Trong khi đó, đoàn tàu vận tải Nhật hoàn tất công việc chất dỡ hàng xuống Guadalcanal và bắt đầu quay trở về mà không bị lực lượng của Scott phát hiện. Sáng hôm sau, 12 tháng 10, bốn tàu khu trục của lực lượng hộ tống đoàn tàu vận tải quay lại trợ giúp cho lực lượng tàu chiến bị hư hại của Gotō rút lui. Các đợt không kích của máy bay từ sân bay Henderson đã đánh chìm hai tàu khu trục vào cuối ngày hôm đó. Đoàn tàu vận tải Mỹ cũng đến được Guadalcanal theo kế hoạch vào ngày hôm sau và thành công trong việc đưa hành khách và hàng hóa lên đảo.

## Nã pháo bằng thiết giáp hạm xuống Henderson
Cho dù Hải quân Mỹ chiến thắng trong trận hải chiến ngoài khơi mũi Esperance, người Nhật tiếp tục thực hiện kế hoạch và chuẩn bị cho cuộc tấn công lớn được dự định vào cuối tháng 10. Họ quyết định mạo hiểm một lần, không theo quy luật chỉ sử dụng các tàu chiến nhanh để đưa người và vật tư đến đảo. Ngày 13 tháng 10, một đoàn tàu vận tải bao gồm sáu tàu vận tải và tám tàu khu trục hộ tống khởi hành từ quần đảo Shortland hướng đến Guadalcanal. Đoàn tàu vận tải này chuyên chở 4.500 binh sĩ thuộc các trung đoàn 16 và 230 bộ binh, một số lính thủy, hai đại đội pháo binh hạng nặng và một đại đội xe tăng.

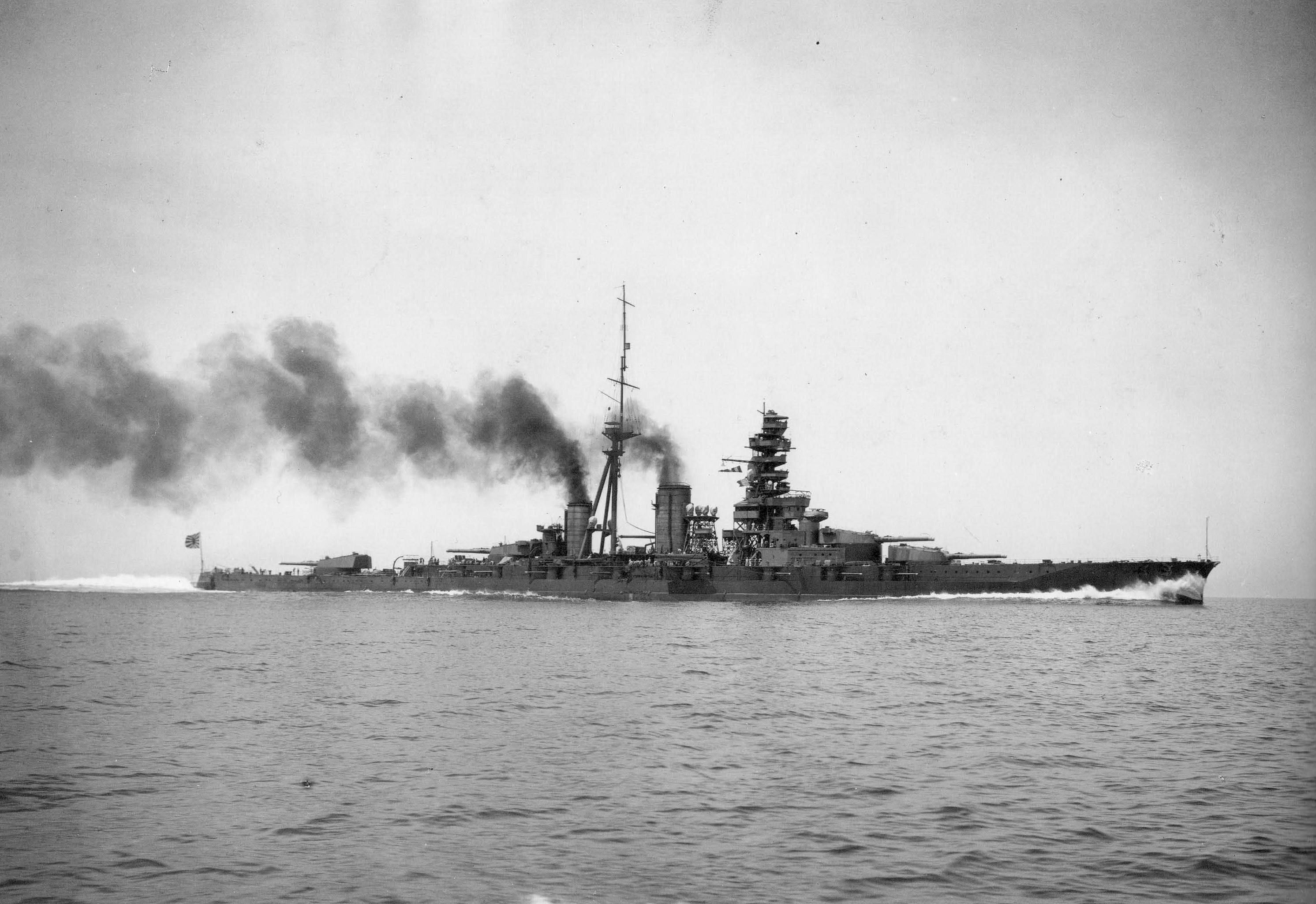
Thiết giáp hạm Haruna.

Để bảo vệ đoàn tàu vận tải không bị máy bay của Không lực Cactus tấn công, Yamamoto gửi hai thiết giáp hạm từ Truk đến dội pháo xuống sân bay Henderson. Lúc 01 giờ 33 phút ngày 14 tháng 10, các thiết giáp hạm Kongō và Haruna, được hộ tống bởi một tàu tuần dương hạng nhẹ và chín tàu khu trục, đi đến Guadalcanal và khai hỏa vào sân bay Henderson từ khoảng cách 16 km (17.500 yard). Trong 1 giờ và 23 phút, hai chiếc thiết giáp hạm đã bắn 973 quả đạn pháo 356 mm (14 inch) vào khu vực Lunga, hầu hết rơi trúng bên trong phạm vi 2.200 m của sân bay. Nhiều quả đạn trong số chúng là những quả đạn miểng đặc biệt, được thiết kế để phá hủy những mục tiêu trên đất liền. Đợt bắn phá đã gây hư hỏng nặng nề cả hai đường băng hạ cánh, đốt cháy gần hết nhiên liệu máy bay, phá hủy 48 máy bay trong tổng số 90 chiếc của Không lực Cactus, và làm thiệt mạng 41 trong đó có sáu phi công. Lực lượng thiết giáp hạm sau đó rút lui ngay về Truk.
Cho dù bị thiệt hại nặng nề, người của sân bay Henderson đã có thể phục hồi một trong hai đường băng hạ cánh sau vài giờ. Một đợt tăng viện 17 máy bay SBD và 20 máy bay Wildcat từ Espiritu Santo nhanh chóng bay đến Henderson, và máy bay vận tải của Lục quân và Thủy quân Lục chiến bắt đầu đưa nhiên liệu từ Espiritu Santo đến Guadalcanal. Giờ đây ý thức được về một đoàn tàu vận tải lớn của Nhật đang tiến đến gần, phía Mỹ xoay xở tìm mọi cách ngăn chặn chúng trước khi chúng đến được Guadalcanal. Sử dụng nhiên liệu rút ra từ những chiếc máy bay bị phá hủy và từ một kho dự trữ trong rừng lân cận, máy bay của Không lực Cactus trong ngày 14 tháng 10 đã hai lần tấn công đoàn tàu vận tải, nhưng không gây được thiệt hại gì.

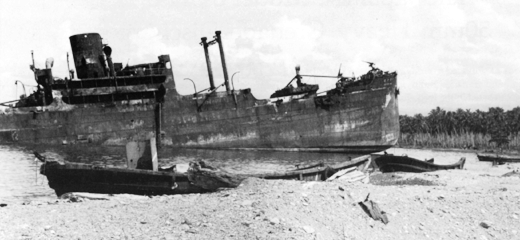
Tàu vận tải Nhật bị phá hủy tại Tassafaronga bởi máy bay của Không lực Cactus, ngày 15 tháng 10.

Đoàn tàu vận tải Nhật đến Tassafaronga thuộc Guadalcanal lúc nữa đêm ngày 14 tháng 10 và bắt đầu bốc dỡ. Trong suốt ngày 15 tháng 10, một chuỗi máy bay từ Henderson đã đến ném bom và bắn phá các tàu vận tải đang bốc dỡ, diệt được ba tàu vận tải. Phần còn lại của đoàn tàu khởi hành đêm hôm đó sau khi bốc dỡ tất cả binh lực và khoảng hai phần ba thiết bị và hàng tiếp liệu. Nhiều tàu tuần dương hạng nặng của Nhật cũng bắn phá sân bay Henderson trong đêm 14 rạng ngày 15 tháng 10, phá hủy thêm một số máy bay của Không lực Cactus, nhưng không gây thêm hư hỏng nào đáng kể cho sân bay.

## Trận chiến sân bay Henderson
Từ ngày 1 đến ngày 17 tháng 10, Nhật đưa được 15.000 quân đến Guadalcanal, cho phép Hyakutake có tổng cộng 20.000 người để thực hiện việc công kích. Vì đã bị mất các cứ điểm bên bờ Đông sông Matanikau, quân Nhật cho rằng việc tấn công vành đai phòng thủ của Mỹ dọc theo bờ biển sẽ gặp nhiều khó khăn. Vì vậy, Hyakutake quyết định mũi tấn công chính trong kế hoạch của ông sẽ từ phía Nam sân bay Henderson. Sư đoàn 2 Bộ binh (được tăng cường các đơn vị của Sư đoàn 38), do Trung tướng Masao Maruyama chỉ huy, bao gồm 7.000 người thuộc ba trung đoàn bộ binh, mỗi trung đoàn có ba tiểu đoàn, sẽ hành quân qua rừng rậm và tấn công cứ điểm phòng thủ của Mỹ từ phía Nam gần bờ Đông sông Lunga. Ngày tấn công ban đầu được ấn định là 22 tháng 10, sau đó đổi thành 23 tháng 10. Để thu hút sự chú ý của phía Mỹ khỏi mũi tấn công chủ yếu từ phía Nam, lực lượng pháo binh hạng nặng cùng năm tiểu đoàn bộ binh (khoảng 2.900 người) do Thiếu tướng Tadashi Sumiyoshi chỉ huy sẽ tấn công chu vi phòng thủ của quân Mỹ từ phía tây dọc theo hành lang bờ biển. Nhật Bản ước lượng có 10.000 quân Mỹ trên đảo, trong khi con số thực là khoảng 23.000 người.

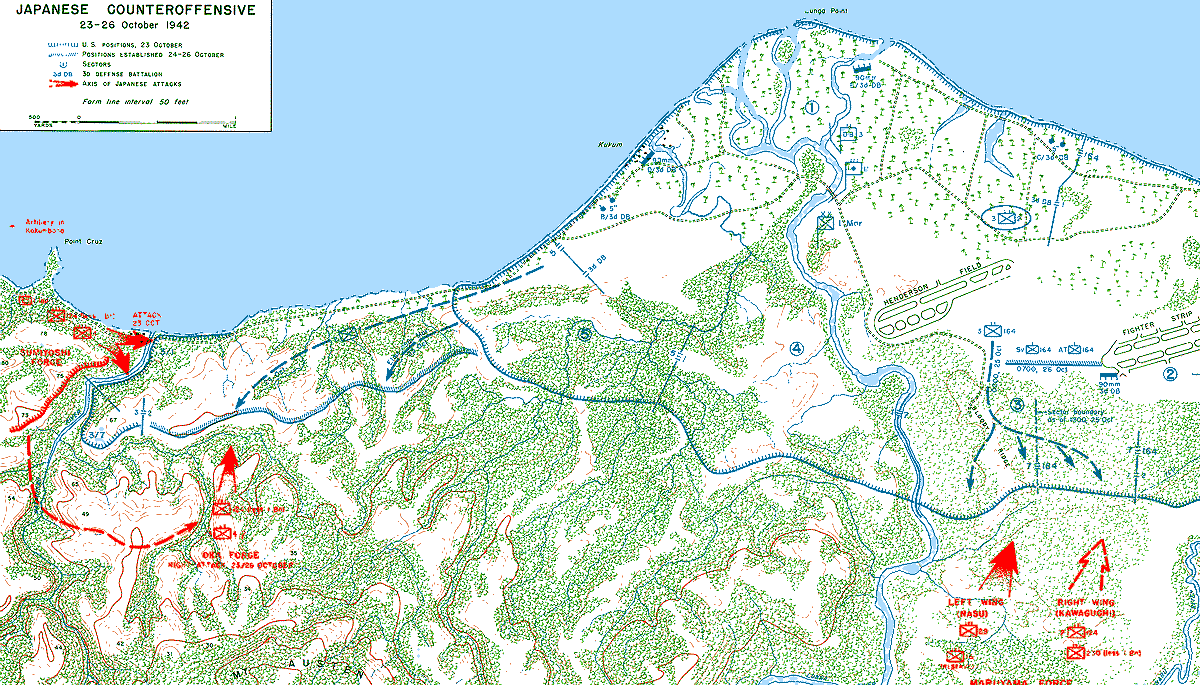
Bản đồ trận đánh, từ ngày 23 tháng 10 đến ngày 26 tháng 10. Lực lượng của Sumiyoshi tấn công từ phía Tây tại Matanikau (bên trái) trong khi Sư đoàn 2 của Maruyama tấn công ngoại vi Lunga từ phía Nam (bên phải)

Vào ngày 12 tháng 10, một đại đội công binh Nhật Bản bắt đầu mở một con đường mòn, được gọi là "Đường mòn Maruyama", bắt đầu từ Matanikau hướng đến phần phía Nam của ngoại vi Lunga. Con đường dài 24 km (15 dặm) này trải qua một trong những địa hình phức tạp nhất trên đảo Guadalcanal: nhiều sông suối, khe sâu, đầm lầy đầy bùn, các ngọn đồi dốc đứng và rừng rậm. Từ ngày 16 đến ngày 18 tháng 10, Sư đoàn 2 bắt đầu hành quân dọc theo con đường mòn Maruyama.
Đến ngày 23 tháng 10, lực lượng của Maruyama vẫn còn đang len lỏi qua rừng rậm để tiến ra vành đai phòng ngự của quân Mỹ. Chiều tối hôm đó, sau khi biết được rằng lực lượng của mình chưa đến được vị trí xuất phát, Hyakutake ra lệnh hoãn cuộc tấn công đến 19 giờ 00 ngày 24 tháng 10. Cho đến lúc này phía Mỹ hoàn toàn không hay biết gì về lực lượng của Maruyama đang đến gần. Sumiyoshi nhận được tin tức từ bộ tham mưu của Hyakutake về việc thay đổi thời hạn tấn công sang ngày 24 tháng 10, nhưng không thể liên lạc được với đơn vị dưới quyền để thông báo sự trì hoãn. Do đó, đêm 23 tháng 10, hai tiểu đoàn thuộc Trung đoàn 4 Bộ binh cùng chín xe tăng của Đại đội 1 Xe tăng Độc lập tung ra cuộc tấn công vào các vị trí phòng ngự của Thủy quân Lục chiến Mỹ tại cửa sông Matanikau. Với sự hỗ trợ của hỏa lực pháo và súng cối, lực lượng Mỹ đã đẩy lui cuộc tấn công, tiêu diệt tất cả các xe tăng và diệt nhiều lính Nhật trong khi chỉ bị thiệt hại nhẹ.
Rốt cuộc, vào cuối ngày 24 tháng 10, lực lượng của Maruyama cũng đến được khu vực ngoại vi Lunga. Trong hai đêm tiếp theo sau đó, họ thực hiện nhiều cuộc tấn công trực diện không thành công vào các vị trí được phòng thủ bởi các đơn vị của Tiểu đoàn 1 thuộc Trung đoàn 7 Thủy quân Lục chiến do Trung tá Chesty Puller chỉ huy và Tiểu đoàn 3 thuộc Trung đoàn 164 Bộ binh của Trung tá Robert Hall. Hỏa lực của vũ khí cầm tay, súng máy, cối, pháo binh cùng hỏa lực bắn trực tiếp của các khẩu đội pháo chống tăng 37 mm đã gây thiệt hại nặng cho quân Nhật. Một số nhóm nhỏ quân Nhật vượt qua được tuyến phòng thủ của quân Mỹ, nhưng tất cả đều bị săn đuổi và tiêu diệt nhiều ngày sau đó. Có hơn 1.500 người trong lực lượng của Maruyama bị giết trong các cuộc tấn công trong khi phía Mỹ thiệt hại khoảng 60 người. Cũng trong hai ngày đó, máy bay Mỹ từ sân bay Henderson lại phải chống đỡ các cuộc tấn công của máy bay và tàu bè Nhật, phá hủy được 14 máy bay đối phương và đánh chìm một tàu tuần dương hạng nhẹ.

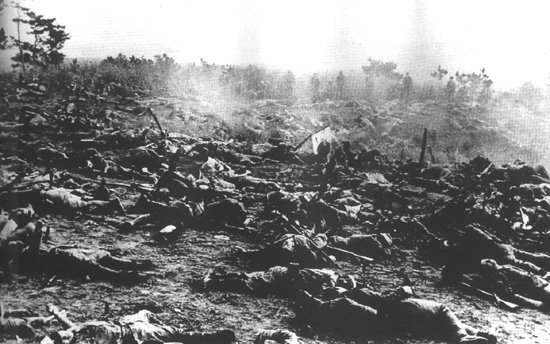
Xác quân Nhật thuộc Sư đoàn 2 Lục quân Nhật trên bãi chiến trường sau cuộc tấn công thất bại trong các ngày 25 và 26 tháng 10.

Các cuộc tấn công khác của quân Nhật gần Matanikau trong ngày 26 tháng 10 cũng bị đẩy lui với tổn thất nặng nề cho phía Nhật Bản. Kết quả là, đến 08 giờ 00 ngày 26 tháng 10, Hyakutake quyết định chấm dứt mọi cuộc tấn công và ra lệnh cho lực lượng của ông rút lui. Khoảng phân nửa những người sống sót trong lực lượng của Maruyama được lệnh rút lui về phía trên thung lũng Matanikau trong khi Trung đoàn 230 Bộ binh dưới quyền chỉ huy của Đại tá Toshinari Shōji được cho rút về Koli Point, phía Đông ngoại vi Lunga. Các đơn vị dẫn đầu của Sư đoàn 2 đến được khu vực trú đóng của Bộ chỉ huy Tập đoàn quân 17 tại Kokumbona, phía Tây Matanikau vào ngày 4 tháng 11. Cùng ngày hôm đó, đơn vị của Shoji đến được Koli Point và đóng trại tại đây. Bị tiêu hao do chết và thương vong trong chiến đấu, thiếu ăn và bệnh tật vùng nhiệt đới, Sư đoàn 2 không còn khả năng tác chiến trong các hoạt động tấn công sắp tới và chỉ được dùng để phòng ngự dọc bờ biển trong suốt thời gian còn lại của chiến dịch. Tổng cộng phía Nhật bị mất khoảng 2.200 - 3.000 binh sĩ trong trận này trong khi tổn thất của phía Mỹ là khoảng 80 người bị giết.

## Trận chiến quần đảo Santa Cruz
Trong khi các đơn vị của Hyakutake đang tấn công ngoại phạm vi Lunga, các tàu sân bay Nhật cùng các tàu chiến lớn khác dưới sự chỉ đạo chung của Đô đốc Isoroku Yamamoto đã tiến đến một vị trí gần phía Nam quần đảo Solomon. Từ nơi này, lực lượng Hải quân Nhật hy vọng tiếp chiến và đánh bại mọi lực lượng hải quân Đồng Minh (chủ yếu là Mỹ), đặc biệt là lực lượng tàu sân bay, có ý định phản công lại cuộc tấn công trên bộ của Hyakutake. Lực lượng hải quân Đồng Minh trong khu vực, giờ đây dưới quyền chỉ huy của Đô đốc William Halsey, Jr., người đã thay thế Ghormley vào ngày 18 tháng 10, cũng hy vọng sẽ giáp chiến cùng Hải quân Nhật trong trận này. Nimitz đã thay thế Ghormley bằng Halsey sau khi kết luận rằng Ghormley quá bi quan và thiển cận để có thể tiếp tục lãnh đạo hiệu quả các lực lượng Đồng Minh tại khu vực Nam Thái Bình Dương.

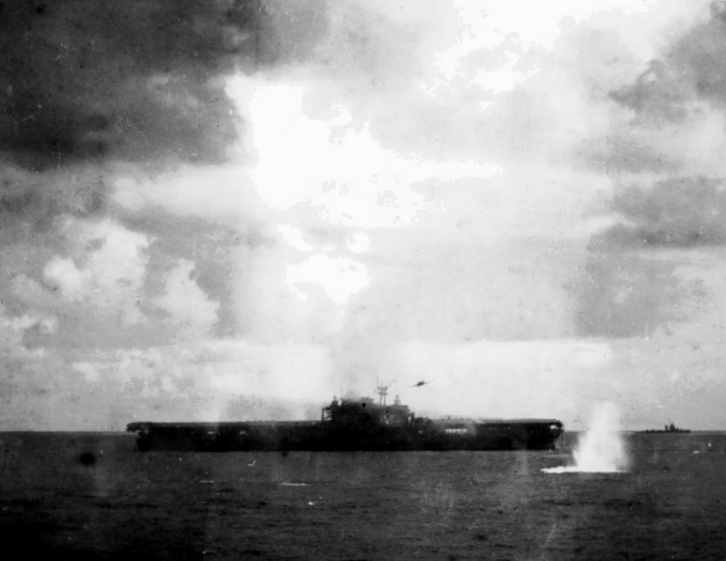
Tàu sân bay Hornet bị tấn công bằng ngư lôi và không kích từ tàu sân bay Nhật vào ngày 26 tháng 10.

Hai lực lượng tàu sân bay đối đầu nhau vào buổi sáng ngày 26 tháng 10, sau này được biết đến như là Trận chiến quần đảo Santa Cruz. Sau khi tung vào nhau các đợt không kích bằng máy bay trên tàu sân bay, các tàu nổi Đồng Minh buộc phải rút lui khỏi chiến trường sau khi tàu sân bay Hornet bị đánh chìm và chiếc Enterprise duy nhất còn lại bị hỏng nặng. Tuy nhiên, lực lượng tàu sân bay Nhật cũng phải rút lui do chịu tổn thất nặng về máy bay và đội bay, cũng như hư hại đáng kể cho hai tàu sân bay. Cho dù đây là một thắng lợi chiến thuật rõ ràng cho phía Nhật Bản xét về số lượng tàu chiến bị đánh chìm và hư hại, hầu hết những tổn thất của các đội bay dày dạn chinh chiến của Nhật là không thể bù đắp được, trở thành một lợi thế chiến lược lâu dài cho phía Đồng Minh, khi tổn thất về phi công của họ trong trận này tương đối thấp. Các tàu sân bay Nhật sau đó không còn đóng vai trò nào đáng kể trong chiến dịch này.

## Các hoạt động trên bộ trong tháng 11
Để tiếp tục khai thác thắng lợi sau trận chiến sân bay Henderson, Vandegrift tung sáu tiểu đoàn Thủy quân Lục chiến, sau đó còn có thêm một tiểu đoàn Lục quân, vào một cuộc tấn công ra phía Tây Matanikau. Cuộc hành quân do Merritt Edson chỉ huy, và mục đích của nó là chiếm Kokumbona, nơi đặt Bộ chỉ huy của Tập đoàn quân 17, về phía Tây Point Cruz. Phòng thủ tại khu vực Point Cruz là các đơn vị của Trung đoàn 4 Bộ binh Nhật do Nomasu Nakaguma chỉ huy. Trung đoàn 4 bị thiếu hụt binh lực nặng nề do tổn thất trong chiến đấu, bệnh tật vùng nhiệt đới và đói ăn.

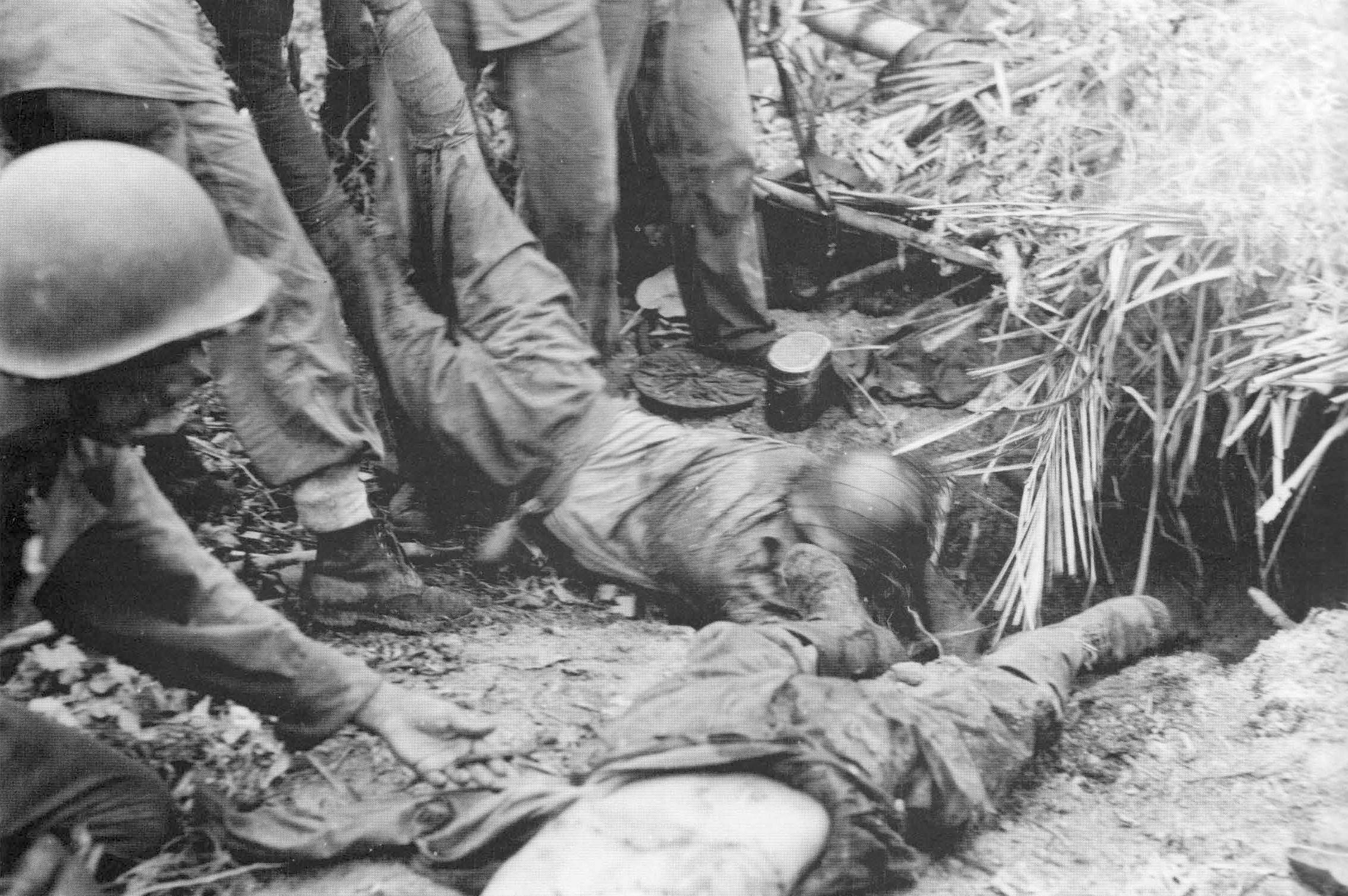
Thủy quân Lục chiến Mỹ đang kéo xác binh lính Nhật tử trận ra khỏi công sự của họ tại Point Cruz sau trận đánh vào đầu tháng 11.

Cuộc tấn công của quân Mỹ được bắt đầu vào ngày 1 tháng 11, và sau một số khó khăn, đã tiêu diệt được lực lượng Nhật phòng thủ khu vực Point Cruz vào ngày 3 tháng 11, kể cả các đơn vị dự bị được gửi đến tăng cường cho trung đoàn bị tiêu hao của Nakaguma. Với đà tiến quân này, lực lượng Mỹ hầu như sẽ phá được tuyến phòng thủ của quân Nhật và chiếm Kokumbona. Tuy nhiên, vào lúc này, các đơn vị Mỹ khác đã phát hiện và giao chiến cùng các đơn vị Nhật vừa mới đổ bộ lên Koli Point về phía Đông ngoại vi Lunga. Để đối phó lại mối đe dọa mới này, Vandegrift tạm thời cho ngừng cuộc tấn công tại Matanikau vào ngày 4 tháng 11. Phía Mỹ thiệt hại 71 người và phía Nhật có khoảng 400 người bị giết trong trận tấn công này.
Tại Koli Point vào lúc sáng sớm ngày 3 tháng 11, năm tàu khu trục Nhật đã cho đổ bộ khoảng 300 người nhằm hỗ trợ cho Shōji và lực lượng của ông trên đường rút ra Koli Point sau Trận chiến sân bay Henderson. Nhận được tin tức về cuộc đổ bộ, Vandegrift tung một tiểu đoàn Thủy quân Lục chiến do Herman H. Hanneken chỉ huy ra đánh chặn quân Nhật tại Koli Point. Ngay sau khi đổ bộ, quân Nhật tiếp chiến và đẩy lui tiểu đoàn của Hanneken về hướng ngoại vi Lunga. Để phản công, Vandegrift ra lệnh cho tiểu đoàn Thủy quân Lục chiến của Puller và hai tiểu đoàn thuộc Trung đoàn 164 Lục quân, cùng với tiểu đoàn của Hanneken tiến về hướng Koli Point để tấn công lực lượng Nhật tại đây.
Khi lực lượng Mỹ bắt đầu di chuyển, Shōji và binh lính của ông cũng bắt đầu đến Koli Point. Bắt đầu từ ngày 8 tháng 11, lực lượng Mỹ dự định bao vây lực lượng của Shōji tại đồi Gavaga gần Koli Point. Trong khi đó, Hyakutake ra lệnh cho Shōji bỏ các vị trí của mình tại Koli để hội quân tại Kokumbona trong khu vực Matanikau. Một địa hình đồi thấp và đầm lầy ngăn cách sườn phía Nam của phòng tuyến phía Mỹ. Từ ngày 9 đến ngày 11 tháng 11, Shōji cùng khoảng 2.000 đến 3.000 binh sĩ của mình đã thoát được vào rừng về phía Nam. Vào ngày 12 tháng 11, lực lượng Mỹ hoàn toàn áp đảo và tiêu diệt hết số binh sĩ Nhật còn lại trong vòng vây. Người ta đếm được có khoảng 450 đến 475 xác binh lính Nhật tại khu vực Koli Point, và chiếm được hầu hết vũ khí nặng và tiếp liệu của Shōji. Lực lượng Mỹ bị tổn thất 40 người chết và 120 người bị thương trong trận đánh này.

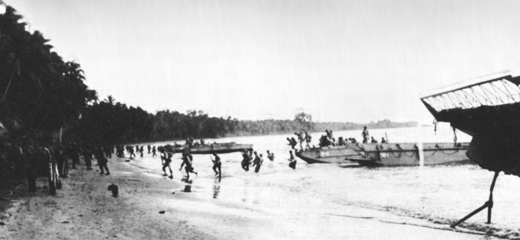
Lực lượng Raider của Carlson đổ bộ lên vịnh Aola ngày 4 tháng 11.

Trong khi đó, vào ngày 4 tháng 11, hai đại đội thuộc Tiểu đoàn 2 Raider dưới quyền chỉ huy của Trung tá Evans Carlson đã đổ bộ bằng xuồng lên vịnh Aola Bay, cách Lunga Point 64 km (40 dặm) về phía Đông. Đơn vị của Carlson cùng với các đơn vị của Trung đoàn 147 Bộ binh có nhiệm vụ bảo vệ cho lực lượng 500 lính công binh xây dựng một sân bay tại địa điểm này. Halsey, theo đề nghị của Turner, đã chấp thuận cho xây dựng một sân bay tại vịnh Aola. Tuy nhiên, công việc xây dựng này sau đó bị hủy bỏ vào cuối tháng 11 do địa hình không phù hợp.
Vào ngày 5 tháng 11, Vandegrift chỉ thị cho Carlson đưa lực lượng Raider của mình tiến quân trên bộ từ Aola, và tấn công mọi lực lượng của Shōji đã thoát ra khỏi Koli Point. Với các đại đội còn lại của tiểu đoàn của ông đã đổ bộ vài ngày sau đó, Carlson cùng lực lượng của mình bắt đầu đợt hành quân kéo dài 29 ngày từ Aola đến ngoại vi Lunga. Trong hoạt động này, đơn vị Raider đã đánh nhiều trận cùng các đơn vị của Shōji đang rút lui, tiêu diệt khoảng 500 người, và bị thiệt hại 16 người. Ngoài tổn thất bởi những cuộc tấn công của đơn vị Carlson, bệnh tật miền nhiệt đới và thiếu hụt lương thực cũng làm ngã gục thêm một số người của Shōji. Khi lực lượng của Shōji đến được sông Lunga vào giữa tháng 11, khoảng nửa đường đến Matanikau, chỉ còn 1.300 người còn lại trong lực lượng; và khi Shōji đến được vị trí của Tập đoàn quân 17 về phía Tây Matanikau, chỉ còn 700 đến 800 người sống sót với ông. Đa số những người còn sống sót trong lực lượng của Shōji gia nhập các đơn vị Nhật khác để phòng thủ núi Austen và khu vực thượng nguồn sông Matanikau.
Các chuyến tàu "Tốc hành Tokyo" vào các ngày 5, 7 và 9 tháng 11 đã đưa thêm binh lính thuộc Sư đoàn 38 Bộ binh, bao gồm hầu hết Trung đoàn 228, đến Guadalcanal. Các đơn vị mới và sung sức này nhanh chóng được bố trí tại khu vực Point Cruz và Matanikau, và đã giúp kháng cự thành công các đợt tấn công tiếp theo sau của lực lượng Mỹ trong các ngày 10 và 18 tháng 11. Lực lượng Mỹ và Nhật tiếp tục đối diện nhau dọc theo một chiến tuyến ở về phía Tây Point Cruz trong sáu tuần lễ tiếp theo sau.

## Hải chiến Guadalcanal
Sau thất bại trong Trận chiến sân bay Henderson, một lần nữa Lục quân Nhật vạch kế hoạch nhằm tái chiếm sân bay vào tháng 11 năm 1942, nhưng cần có thêm lực lượng tăng viện trước khi có thể tiến hành tấn công. Lục quân đã nhờ đến sự giúp đỡ của Yamamoto để chuyển giao lực lượng tăng viện cần thiết đến hòn đảo và hỗ trợ cho cuộc tấn công tiếp theo. Yamamoto đã cung cấp 11 tàu vận chuyển lớn để có thể chuyên chở lực lượng 7.000 người còn lại của Sư đoàn 38 Bộ binh, đạn dược, lương thực và trang thiết bị nặng từ Rabaul đến Guadalcanal. Ông cũng cung cấp một lực lượng tàu chiến hỗ trợ, bao gồm hai thiết giáp hạm Hiei và Kirishima, được trang bị loại đạn pháo miểng đặc biệt, sẽ bắn phá sân bay Henderson vào đêm 12-13 tháng 11 nhằm phá hủy nó cũng như các chiếc máy bay tại đây; điều đó sẽ cho phép các tàu vận tải nặng nề chậm chạp có thể đến được Guadalcanal và bốc dỡ an toàn ngày hôm sau. Lực lượng tàu chiến được chỉ huy từ chiếc Hiei bởi vị Phó Đô đốc vừa được thăng cấp Hiroaki Abe.

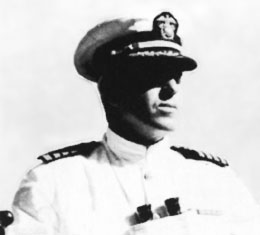
Chuẩn Đô đốc Daniel J. Callaghan.

Vào đầu tháng 11, lực lượng tình báo Đồng Minh cũng biết được quân Nhật lại chuẩn bị để tái chiếm sân bay Henderson. Vì vậy, họ gửi Lực lượng Đặc nhiệm 67, một đoàn tàu vận tải lớn chở lực lượng tăng cường và hàng tiếp liệu đến Guadalcanal. Đoàn tàu chuyên chở binh lực thay thế cho Thủy quân Lục chiến, hai tiểu đoàn bộ binh, đạn dược và lương thực, dưới quyền chỉ huy của Turner, cập bến vào ngày 11 tháng 11. Đoàn tàu này được bảo vệ bởi hai đội đặc nhiệm do các Chuẩn Đô đốc Daniel J. Callaghan và Norman Scott chỉ huy, và bởi máy bay từ sân bay Henderson. Đoàn tàu bị tấn công nhiều lần trong các ngày 11 và 12 tháng 11 bởi máy bay Nhật cất cánh từ Rabaul có ghé qua một sân bay tại Buin, Bougainville; nhưng đa số được bốc dỡ mà không bị thiệt hại nghiêm trọng.
Máy bay trinh sát Mỹ đã nhìn thấy lực lượng tàu chiến bắn phá của Abe đang đến gần, và đã chuyển thông tin đến bộ chỉ huy Đồng Minh. Được cảnh báo kịp thời, Turner cho tách ra mọi tàu chiến còn sử dụng được dưới quyền chỉ huy của Callaghan để bảo vệ lực lượng trên bờ khỏi cuộc tấn công của Hải quân Nhật được dự đoán, đồng thời ra lệnh cho những con tàu tiếp liệu sẽ khởi hành rời Guadalcanal vào tối ngày 12 tháng 11. Lực lượng của Callaghan bao gồm hai tàu tuần dương hạng nặng, ba tàu tuần dương hạng nhẹ và tám tàu khu trục.
Vào khoảng 01 giờ 30 phút ngày 13 tháng 11, lực lượng của Callaghan đã đánh chặn những tàu chiến của Abe ở khoảng giữa Guadalcanal và đảo Savo. Ngoài hai thiết giáp hạm, lực lượng của Abe còn bao gồm một tàu tuần dương hạng nhẹ và 11 tàu khu trục. Trong bóng đêm tối đen như mực, hai lực lượng tàu chiến đan xen kẻ vào nhau trước khi nổ súng ở khoảng cách cực gần bất thường. Sau trận đánh, tàu chiến của Abe đã đánh chìm hay làm hư hại nặng toàn bộ lực lượng của Callaghan ngoại trừ một tàu tuần dương hạng nhẹ và một tàu khu trục, và cả Callaghan lẫn Scott đều tử trận. Về phía Nhật, hai tàu khu trục bị đánh chìm cùng một tàu khu trục và thiết giáp hạm Hiei bị hư hại nặng. Cho dù đã đánh bại được lực lượng của Callaghan, Abe ra lệnh cho các tàu chiến của ông rút lui mà không bắn phá sân bay Henderson như dự định. Hiei bị chìm trong ngày hôm đó sau khi bị máy bay của Không lực Cactus và của tàu sân bay Enterprise tấn công. Do thất bại của Abe không vô hiệu hóa được sân bay Henderson, Yamamoto ra lệnh cho đoàn tàu vận tải dưới sự chỉ huy của Raizo Tanaka đi đến quần đảo Shortland, và chờ đợi thêm một ngày đêm trước khi thẳng tiến đến Guadalcanal. Yamamoto ra lệnh cho Nobutake Kondo tổ chức một lực lượng bắn phá khác, sử dụng các tàu chiến tại Truk và lực lượng của Abe để tiến hành bắn phá sân bay Henderson vào ngày 15 tháng 11.
Cùng lúc đó, vào khoảng 02 giờ 00 ngày 14 tháng 11, một lực lượng tàu tuần dương và tàu khu trục dưới quyền chỉ huy của Gunichi Mikawa xuất phát từ Rabaul đã tiến hành một đợt bắn phá xuống sân bay Henderson mà không hề bị kháng cự. Tuy nhiên, đợt bắn phá này chỉ gây ra một số thiệt hại mà không thể vô hiệu hóa sân bay hay hầu hết máy bay. Khi lực lượng của Mikawa rút lui về hướng Rabaul, đoàn tàu vận tải của Tanaka, tin rằng sân bay Henderson giờ đã bị phá hủy hay hư hỏng nặng, bắt đầu tiến vào "cái khe" để hướng đến Guadalcanal. Trong suốt ngày 14 tháng 11, máy bay từ sân bay Henderson và của Enterprise đã tấn công các con tàu của Mikawa và Tanaka, đánh chìm một tàu tuần dương hặng nặng và bảy tàu vận tải. Các phi vụ từ Henderson đã có thể cất cánh được hầu hết là nhờ sự cung cấp 488 thùng 208 lít (55 gallon) xăng 100-octane dành cho máy bay được cất dấu tại một khu vực riêng biệt dưới cánh rừng bởi thủy thủ August Martello. Đa số binh lính được cứu vớt khỏi các tàu vận tải bị đánh chìm bởi các tàu khu trục theo hộ tống của Tanaka và quay lại Shortlands. Khi trời tối, Tanaka và bốn tàu vận tải còn lại tiếp tục hành trình đến Guadalcanal trong khi lực lượng của Kondo tiến đến gần để thực hiện bắn phá sân bay Henderson.

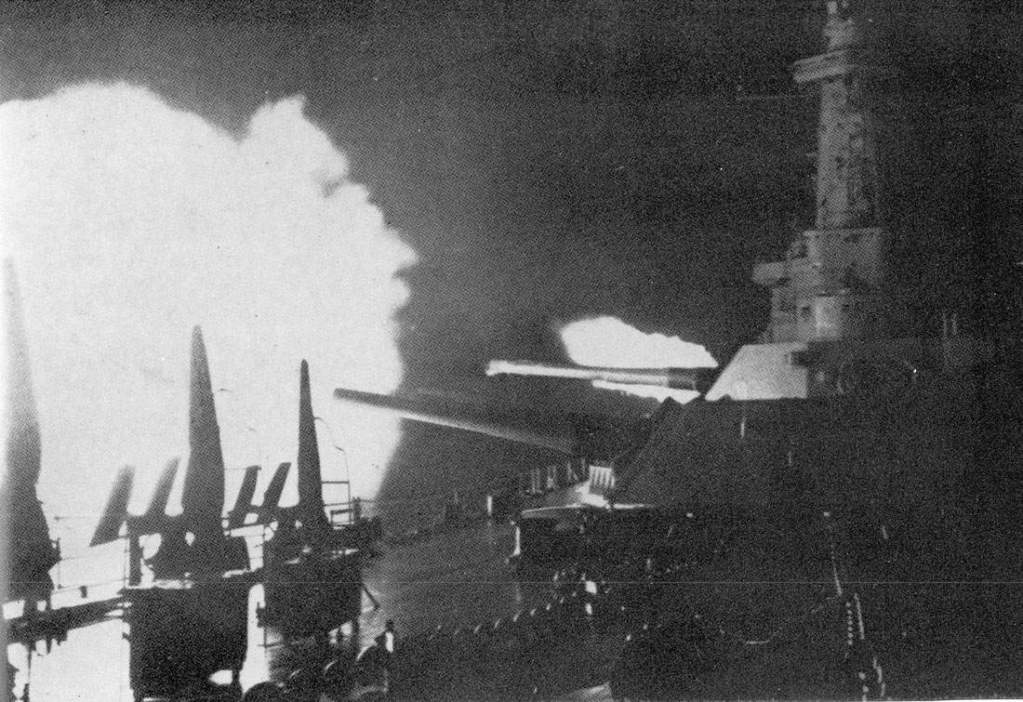
Thiết giáp hạm Mỹ Washington đang nã pháo vào thiết giáp hạm Nhật Kirishima.

Để chặn đánh lực lượng của Kondo, Halsey, lúc này đang thiếu hụt tàu chiến, đã cho tách ra hai thiết giáp hạm Washington và South Dakota cùng bốn tàu khu trục từ lực lượng đặc nhiệm của Enterprise. Lực lượng Mỹ, dưới quyền chỉ huy của Đô đốc Willis A. Lee trên chiếc Washington, đi đến Guadalcanal và đảo Savo ngay trước lúc nữa đêm ngày 14 tháng 11, không lâu trước khi lực lượng bắn phá của Kondo xuất hiện. Lực lượng của Kondo bao gồm Kirishima và hai tàu tuần dương hạng nặng, hai tàu tuần dương hạng nhẹ và chín tàu khu trục. Khi hai lực lượng đối đầu nhau, tàu chiến của Kondo nhanh chóng đánh chìm ba trong số các tàu khu trục Mỹ và làm hư hại nặng chiếc thứ tư cuối cùng còn lại. Sau đó, lực lượng Nhật trông thấy South Dakota, nổ súng và gây hư hại nó. Nhưng khi các tàu chiến của Kondo tập trung hỏa lực vào chiếc South Dakota, Washington tiếp cận các tàu chiến Nhật mà không bị phát hiện và nổ súng vào Kirishima, liên tục bắn trúng đích chiếc thiết giáp hạm Nhật khiến nó bị phá hủy hoàn toàn. Sau khi theo đuổi một cách vô vọng Washington về hướng quần đảo Russell, Kondo ra lệnh cho những tàu chiến của ông rút lui, và một lần nữa đã không thể thực hiện việc bắn phá sân bay Henderson như dự định. Một trong những tàu khu trục của Kondo cũng bị đánh chìm trong trận đụng độ này.
Khi các tàu chiến của Kondo rút lui, bốn tàu vận tải Nhật cặp bờ gần Tassafaronga trên đảo Guadalcanal lúc 04 giờ 00 và bắt đầu nhanh chóng dỡ hàng. Đến 05 giờ 55 phút, máy bay Mỹ và pháo binh bắt đầu tấn công bãi đổ bộ, phá hủy tất cả bốn con tàu cùng hầu hết số tiếp liệu mà chúng chở theo. Chỉ có khoảng 2.000–3.000 binh lính đổ bộ được lên bờ. Do thất bại không chuyển được phần lớn binh lực và tiếp liệu cần thiết, quân Nhật buộc phải hủy bỏ kế hoạch tấn công sân bay Henderson trong tháng 11 như đã dự tính.
Ngày 26 tháng 11, Trung tướng Hitoshi Imamura tiếp nhận quyền chỉ huy Cụm Tập đoàn quân Khu vực 8 đặt tại Rabaul, bao gồm Tập đoàn quân 17 của Hyakutake và Tập đoàn quân 18 tại New Guinea. Một trong những ưu tiên hàng đầu của Imamura khi tiếp nhận chỉ huy là tiếp tục các nỗ lực nhằm tái chiếm sân bay Henderson và Guadalcanal. Tuy nhiên, cuộc tấn công của Đồng Minh tại Buna thuộc New Guinea, đã làm thay đổi các dự định của Imamura. Vì các hoạt động của phe Đồng Minh nhằm chiếm Buna được coi là mối đe dọa nghiêm trọng cho Rabaul, Imamura phải hoãn lại các nỗ lực tăng viện trợ lớn cho Guadalcanal để tập trung sự chú ý vào tình hình tại New Guinea.

## Trận Tassafaronga
Quân Nhật tiếp tục đối mặt với vấn đề cung cấp đủ tiếp liệu nhằm duy trì đạo quân của họ tại Guadalcanal. Những cố gắng chỉ sử dụng toàn tàu ngầm trong hai tuần lễ cuối tháng 11 bị thất bại do không cung cấp đủ lương thực cho lực lượng Hyakutake. Một nỗ lực riêng biệt khác nhằm xây dựng các căn cứ tại khu vực Solomon để giúp sử dụng thuận tiện các sà lan tiếp liệu đến Guadalcanal cũng bị thất bại do bị các đợt không kích Đồng Minh tiêu diệt. Vào ngày 26 tháng 11, Tập đoàn quân 17 lưu ý Imamura rằng họ đang đối mặt với khủng hoảng lương thực, khi một số đơn vị tiền phương không được tiếp lương thực trong sáu ngày, và ngay cả các đơn vị phía sau chỉ nhận được một phần ba khẩu phần thông thường. Tình huống này buộc phía Nhật phải tiếp tục sử dụng các tàu khu trục trong việc cung cấp tiếp liệu cần thiết.

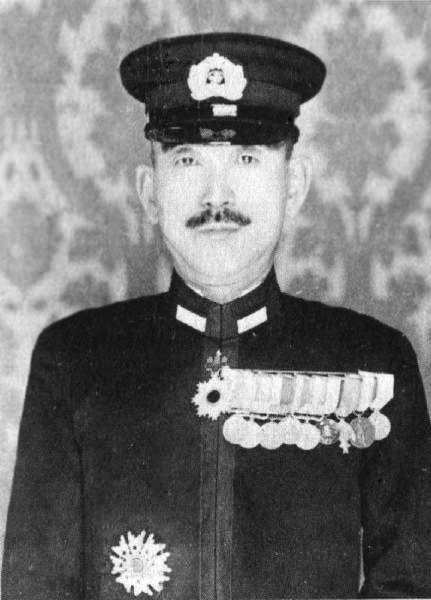
Chuẩn Đô đốc Raizo Tanaka

Bộ tham mưu Hạm đội 8 vạch ra kế hoạch nhằm giảm thiểu nguy cơ phơi ra của các tàu khu trục vận chuyển tiếp liệu đến Guadalcanal. Các thùng dầu hoặc gas lớn được rửa sạch rồi chất đầy lương thực hay thuốc men, với đủ không khí bên trong giúp nó nổi, rồi kết lại với nhau bằng dây thừng. Khi các tàu khu trục đi đến Guadalcanal, chúng sẽ đổi hướng nhanh trong khi dây thùng được cắt rời, và một người bơi ra biển hay xuồng có thể vớt đầu phao nổi của dây và kéo chúng vào bờ, nơi các binh sĩ có thể nhận được đồ tiếp liệu.
Đơn vị Tăng cường Guadalcanal (Tốc hành Tokyo) của Hạm đội 8, hiện đang dưới quyền chỉ huy của Chuẩn Đô đốc Raizo Tanaka, được Mikawa giao nhiệm vụ thực hiện chuyến đầu tiên trong kế hoạch năm chuyến vận chuyển đến Tassafaronga thuộc Guadalcanal sử dụng phương pháp thùng rỗng như trên vào đêm 30 tháng 11. Nòng cốt lực lượng của Tanaka bao gồm tám tàu khu trục, trong đó sáu chiếc sẽ mang từ 200 đến 240 thùng tiếp liệu mỗi chiếc. Được lực lượng tình báo cho biết về kế hoạch tiếp tế của quân Nhật, Halsey ra lệnh cho Lực lượng Đặc nhiệm 67 vừa mới được thành lập, bao gồm bốn tàu tuần dương và bốn tàu khu trục dưới quyền chỉ huy của Chuẩn Đô đốc Carleton H. Wright, đánh chặn lực lượng của Tanaka ngoài khơi Guadalcanal. Có thêm hai tàu khu trục gia nhập lực lượng của Wright trên đường đi từ Espiritu Santo đến Guadalcanal trong ngày 30 tháng 11.
Lúc 22 giờ 40 phút đêm 30 tháng 11, lực lượng của Tanaka đi đến vùng biển ngoài khơi Guadalcanal và chuẩn bị thả các thùng tiếp liệu. Trong khi đó, tàu chiến của Wright cũng tiến đến khu vực qua eo biển Ironbottom từ hướng ngược lại. Các tàu khu trục của Wright nhìn thấy lực lượng của Tanaka trên màn hình radar và viên chỉ huy lực lượng khu trục xin phép được tấn công bằng ngư lôi. Wright chần chừ mất bốn phút trước khi quyết định cho phép, khiến lực lượng của Tanaka thoát ra khỏi tầm bắn ngư lôi tối ưu. Tất cả các quả ngư lôi Mỹ bắn ra sau đó đều trượt mục tiêu. Cùng lúc đó, các tàu tuần dương của Wright nổ súng, nhanh chóng bắn trúng và đánh chìm một tàu khu trục Nhật làm nhiệm vụ hộ tống. Các tàu chiến còn lại của Tanaka bỏ dỡ nhiệm vụ tiếp liệu, tăng tốc, quay đầu và phóng tổng cộng 44 ngư lôi về phía các tàu tuần dương của Wright.
Các quả ngư lôi Nhật đã đánh trúng và làm chìm chiếc tàu tuần dương Mỹ Northampton cũng như làm hư hại nặng các tàu tuần dương Minneapolis, New Orleans và Pensacola. Lực lượng tàu khu trục còn lại của Tanaka chạy thoát mà không chịu thêm thiệt hại nào khác, nhưng thất bại không thể cung cấp bất kỳ hàng tiếp liệu cho lực lượng trên bờ tại Guadalcanal.
Cho đến ngày 7 tháng 12 năm 1942, lực lượng của Hyakutake bị tiêu hao khoảng 50 người mỗi ngày do thiếu ăn, bệnh tật và các cuộc tấn công mặt đất và trên không của Đồng Minh. Những nỗ lực khác do lực lượng của Tanaka thực hiện nhằm tiếp tế trong các ngày 3, 7 và 11 tháng 12 cũng không thể làm nhẹ bớt sự khủng hoảng lương thực, trong khi một trong những chiếc tàu khu trục của Tanaka lại bị ngư lôi từ tàu tuần tra-phóng lôi (PT boat) đánh chìm.

## Nhật Bản quyết định rút lui
Ngày 12 tháng 12, Hải quân Nhật đề nghị rút khỏi Guadalcanal. Cùng lúc đó, nhiều sĩ quan tham mưu lục quân trong Bộ Tổng tư lệnh Đế quốc cũng có quan điểm cho rằng mọi nỗ lực trong tương lai nhằm tái chiếm Guadalcanal đều không thể thực hiện. Một phái đoàn do Đại tá Joichiro Sanada, trưởng phòng hành quân Bộ Tổng tư lệnh dẫn đầu, đã đến thăm Rabaul vào ngày 19 tháng 12 và tham khảo Imamura cùng ban tham mưu của ông. Sau khi phái đoàn quay trở về Tokyo, Sanada đề nghị bỏ Guadalcanal. Đề nghị này nhận được sự đồng ý của các tướng lĩnh cao cấp trong Bộ Tổng tư lệnh vào ngày 26 tháng 12, và có chỉ thị cho bộ tham mưu lập kế hoạch rút lui khỏi Guadalcanal, đồng thời thiết lập một tuyến phòng thủ mới ngang qua khu vực Trung Solomon, cũng như chuyển sự ưu tiên và nguồn lực vào chiến dịch tại New Guinea.
Ngày 28 tháng 12, Tướng Hajime Sugiyama và Đô đốc Osami Nagano đích thân trình bày cho Nhật hoàng Hirohito về quyết định rút lui khỏi Guadalcanal. Ngày 31 tháng 12, Nhật Hoàng chính thức phê chuẩn quyết định này. Quân Nhật bắt đầu bí mật chuẩn bị cho việc triệt thoái, dưới tên gọi Chiến dịch Ke, dự định sẽ thực hiện vào cuối tháng 1 năm 1943.

## Trận chiến núi Austen, đồi Galloping Horse và đồi Sea Horse

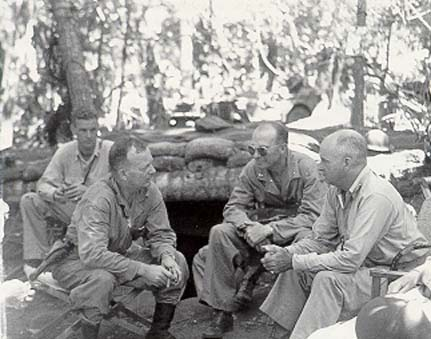
Thiếu tướng Lục quân Alexander Patch (giữa) thay thế Tướng Vandegrift (bên phải) chỉ huy lực lượng tại Guadalcanal, ngày 9 tháng 12 năm 1942.

Đến tháng 12, Sư đoàn 1 Thủy quân Lục chiến đã mệt mỏi được rút ra để nghỉ ngơi hồi phục, và trong tháng tiếp theo, Quân đoàn 14 bắt đầu đảm trách các hoạt động tác chiến trên đảo. Quân đoàn này bao gồm Sư đoàn 2 Thủy quân Lục chiến, Sư đoàn 25 Bộ binh và Sư đoàn Americal. Thiếu tướng Lục quân Alexander Patch đến thay thế Vandegrift trong nhiệm vụ chỉ huy các lực lượng Đồng Minh tại Guadalcanal, vốn giờ đây lên đến trên 50.000 người vào tháng 1 năm 1943.
Ngày 18 tháng 12, lực lượng Đồng Minh bắt đầu tấn công các vị trí của quân Nhật trên núi Austen. Một vị trí cố thủ mạnh của quân Nhật, Gifu, đã ngăn trở cuộc tấn công và quân Mỹ buộc phải tạm ngưng tiến quân vào ngày 4 tháng 1. Quân Đồng Minh tấn công trở lại vào ngày 10 tháng 1, đánh mạnh vào quân Nhật trên núi Austen cũng như tại hai dãy đồi lân cận Seahorse và Galloping Horse. Sau một số khó khăn, quân Đồng Minh chiếm được cả ba vị trí vào ngày 23 tháng 1. Cùng lúc đó, Thủy quân Lục chiến cũng tiến dọc theo bờ biển phía Bắc, đạt được tiến triển đáng kể. Lực lượng Mỹ thiệt hại khoảng 250 người tử trận trong khi quân Nhật bị mất khoảng 3.000 người.

## Cuộc triệt thoáiKe
Vào ngày 14 tháng 1, một chuyến tàu "Tốc hành Tokyo" đưa đến Guadalcanal một tiểu đoàn hoạt động như một đơn vị bọc hậu cho cuộc triệt thoái Ke. Một sĩ quan tham mưu từ Rabaul tháp tùng đơn vị này để phổ biến cho Hyakutake quyết định rút lui. Cùng lúc đó, máy bay và tàu chiến Nhật tiến vào các vị trí chung quanh khu vực Rabaul và Bougainville nhằm chuẩn bị tiến hành cuộc triệt thoái. Tình báo Đồng Minh phát hiện ra cuộc chuyển quân của Nhật, nhưng nhận định sai lầm rằng đó là để chuẩn bị cho một cuộc tấn công khác nhằm chiếm sân bay Henderson và Guadalcanal.

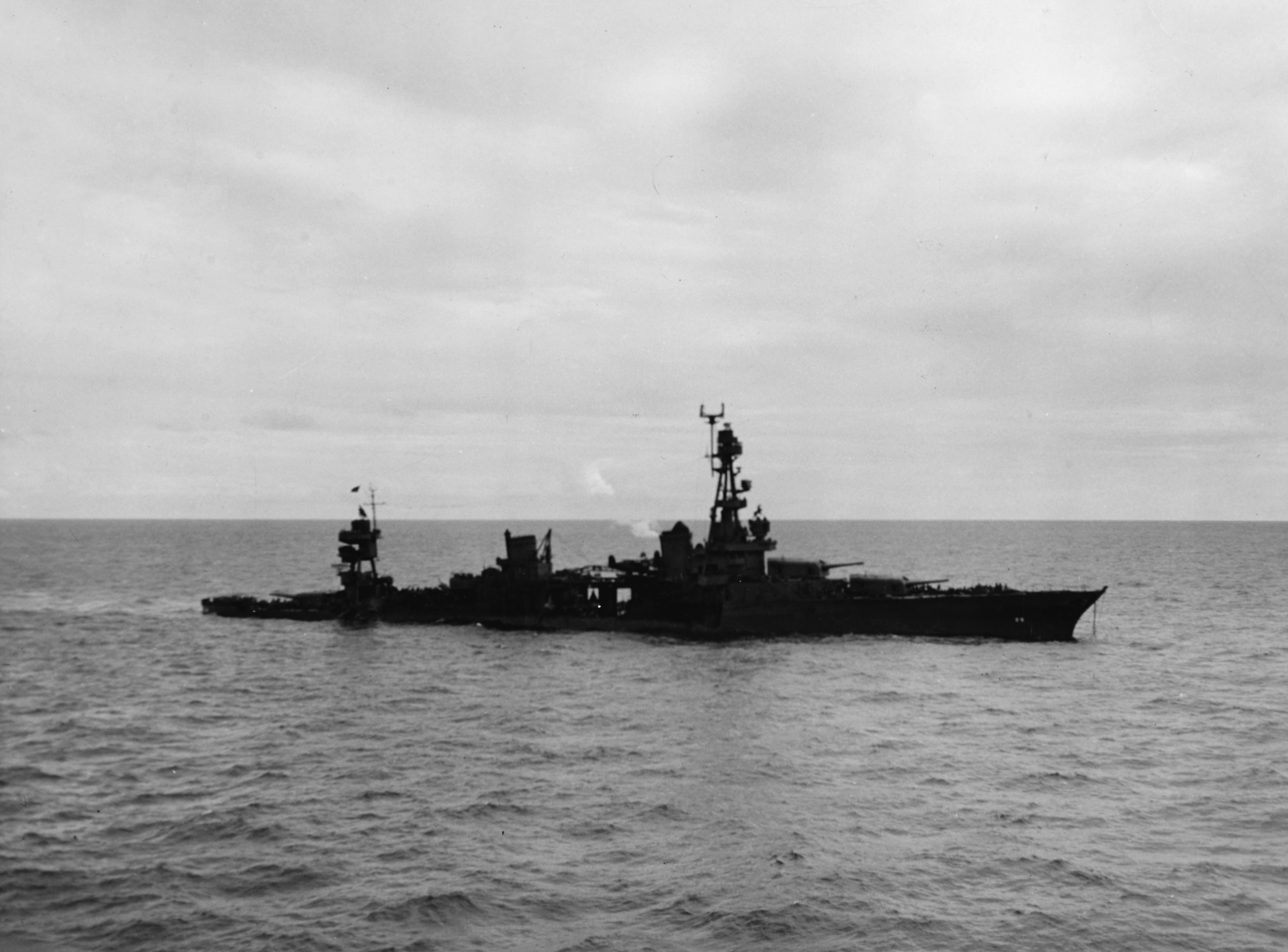
Tàu tuần dương Chicago bị đánh chìm ngày 30 tháng 1 trong Trận chiến đảo Rennell.

Patch, cảnh giác với cái mà ông cho là một cuộc tấn công của Nhật sắp xảy ra, chỉ điều một phần lực lượng tương đối yếu của ông tiếp tục cuộc tấn công chậm chạp vào lực lượng của Hyakutake. Ngày 29 tháng 1, dựa trên cùng nguồn tin tình báo, Halsey gửi một đoàn tàu vận tải hàng tiếp liệu đến Guadalcanal được hộ tống bởi một lực lượng đặc nhiệm tàu tuần dương. Trông thấy các tàu chiến Mỹ, máy bay ném ngư lôi Nhật đã tấn công lực lượng đặc nhiệm vào cùng buổi chiều tối hôm đó, gây hư hỏng nặng tàu tuần dương Mỹ Chicago. Sáng hôm sau, nhiều đợt tấn công bằng máy bay ném ngư lôi khác đã đánh chìm chiếc Chicago. Halsey ra lệnh cho phần còn lại của lực lượng đặc nhiệm quay về căn cứ và chỉ thị cho các tàu chiến còn lại dưới quyền tập trung tại biển Coral, phía Nam Guadalcanal, sẵn sàng tiến hành phản công vào lực lượng hải quân Nhật.
Cùng lúc đó, Tập đoàn quân 17 Nhật rút lui ra bờ biển phía Tây Guadalcanal trong khi đơn vị bọc hậu ngăn chặn cuộc tấn công của quân Mỹ. Vào đêm 1 tháng 2, một lực lượng 20 tàu khu trục thuộc Hạm đội 8 của Mikawa dưới quyền chỉ huy của Shintaro Hashimoto di tản thành công 4.935 binh sĩ, chủ yếu thuộc Sư đoàn 38, khỏi Guadalcanal. Lực lượng Nhật và Mỹ thiệt hại mỗi bên một tàu khu trục do không kích và hải chiến trong đợt di tản này.
Trong các đêm 4 và 7 tháng 2, Hashimoto và các tàu khu trục của ông hoàn tất việc di tản hầu hết những lực lượng còn lại khỏi Guadalcanal. Ngoại trừ một số cuộc không kích, lực lượng Đồng Minh, do đang chờ đợi một cuộc tấn công lớn từ phía Nhật, đã không can thiệp vào việc rút lui của Hashimoto. Cuối cùng, phía Nhật đã thành công trong việc triệt thoái 10.652 người khỏi Guadalcanal. Đến ngày 9 tháng 2, Patch nhận ra quân Nhật đã đi khỏi và công bố Guadalcanal an toàn cho lực lượng Đồng Minh, đánh dấu sự kết thúc của chiến dịch.

## Diễn biến tiếp theo và ảnh hưởng

### Diễn biến tiếp theo

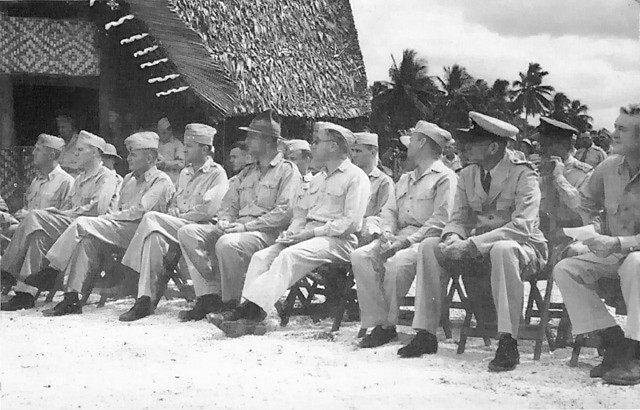
Hội nghị các tư lệnh Đồng Minh tại Guadalcanal vào tháng 8 năm 1943 để vạch kế hoạch cho cuộc tấn công tiếp theo của Đồng Minh chống quân Nhật tại quần đảo Solomon như là Chiến dịch Cartwheel.

Sau khi quân Nhật rút lui, Guadalcanal và Tulagi được phát triển thành những căn cứ chính hỗ trợ cho cuộc tiến quân của Đồng Minh ngược lên chuỗi quần đảo Solomon. Ngoài sân bay Henderson, có thêm hai đường băng được xây dựng tại Lunga Point và một sân bay dành cho máy bay ném bom được xây dựng tại Koli Point. Cảng hải quân quy mô lớn và các cơ sở hậu cần được thiết lập tại Guadalcanal, Tulagi và Florida. Điểm neo đậu tàu chung quanh Tulagi trở thành một căn cứ tiền phương quan trọng cho tàu chiến và tàu vận tải Đồng Minh hỗ trợ cho Chiến dịch quần đảo Solomon. Các đơn vị trên bộ được tập trung tại các cơ sở doanh trại quy mô lớn tại Guadalcanal trước khi được bố trí đến các chiến trường tại Solomon.
Sau Guadalcanal, Nhật Bản rõ ràng ở thế phòng ngự tại Thái Bình Dương. Áp lực liên tục phải củng cố lực lượng tại Guadalcanal đã làm suy yếu nỗ lực của Nhật tại các chiến trường khác, góp phần vào thành công của cuộc phản công mà Liên quân Mỹ-Australian thực hiện tại New Guinea mà kết quả là đã chiếm được các căn cứ quan trọng Buna và Gona vào đầu năm 1943. Phe Đồng Minh đã có được thế chủ động chiến lược mà họ không bao giờ từ bỏ. Đến tháng 6 năm 1943, Đồng Minh tung ra Chiến dịch Cartwheel, và sau khi được sửa đổi vào tháng 8, hình thành nên chiến lược cô lập Rabaul và cắt đứt mọi con đường tiếp tế bằng đường biển đến đó. Việc vô hiệu hóa thành công Rabaul; và sau đó là cuộc tiến quân tại khu vực Tây Nam Thái Bình Dương dưới sự chỉ huy của Tướng Douglas MacArthur cũng như chiến lược "nhảy cóc" qua các hòn đảo tại khu vực Trung Thái Bình Dương của Đô đốc Chester Nimitz, cả hai nỗ lực này đều thành công trong việc tiến quân hướng đến Nhật Bản. Các đơn vị Nhật còn lại đang phòng thủ tại khu vực Nam Thái Bình Dương đều bị tiêu diệt hoặc cô lập bởi các đơn vị Đồng Minh cho đến khi chiến cuộc đi đến hồi kết thúc.

### Ảnh hưởng

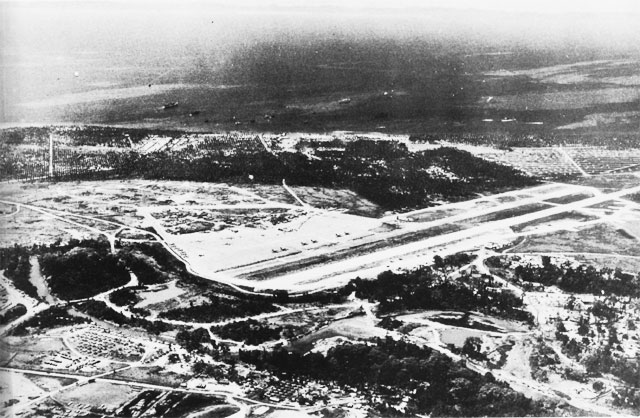
Sân bay Henderson vào tháng 8 năm 1944.

Nhiều người cho rằng Trận Midway là bước ngoặt trong chiến tranh tại Thái Bình Dương, vì đây là thắng lợi hải quân đầu tiên của Đồng Minh mang tính quyết định trước đối thủ Nhật Bản chưa hề nếm mùi chiến bại, và nó cũng ngăn chặn sự bành trướng của Đế quốc Nhật Bản về phía Đông đến Hawaii và bờ Tây Hoa Kỳ. Cho dù như thế, Nhật vẫn tiếp tục cuộc xâm lấn về phía Nam Thái Bình Dương. Thực ra, chính sách "Châu Âu trước tiên" của Hoa Kỳ thoạt tiên chỉ cho phép tiến hành các hoạt động phòng thủ chống lại sự bành trướng của Nhật, nhằm tập trung mọi nguồn lực vào việc đánh bại Đức tại Châu Âu. Tuy nhiên, sự tranh đấu của Đô đốc King cho chiến dịch chiếm đóng Guadalcanal, cũng như sự thực hiện thành công kế hoạch này, đã thuyết phục được Tổng thống Franklin D. Roosevelt rằng Mặt trận Thái Bình Dương có thể tiếp tục tấn công. Đến cuối năm 1942, rõ ràng là Nhật Bản đã thua trong chiến dịch Guadalcanal, một đòn nặng nề giáng vào kế hoạch chiến lược phòng thủ đế quốc của họ, và một chiến thắng không thể đảo ngược trong tầm tay của Đồng Minh.
Guadalcanal là một trong những chiến dịch kéo dài đầu tiên tại Thái Bình Dương, cùng với chiến dịch quần đảo Solomon liên quan xảy ra đồng thời. Cả hai chiến dịch đều là những trận đánh có mức đòi hỏi căng thẳng về tiếp vận cho tất cả các bên tham chiến. Về phía Mỹ, đây là lần đầu tiên nhu cầu chiến dịch đòi hỏi phải tổ chức không vận một cách hiệu quả; trong khi về phía Nhật, việc thất bại không chiếm được ưu thế trên không buộc họ phải dựa trên sự tiếp liệu bằng sà lan, tàu khu trục và tàu ngầm với kết quả thất thường. Vào đầu chiến dịch, người Mỹ gặp trở ngại do thiếu những nguồn lực cần thiết, khi bị thiệt hại nặng về tàu tuần dương và tàu sân bay, và sự bổ sung thay thế bị chậm trễ nhiều tháng. Tổn thất về nhân sự của Hải quân Mỹ vào đầu chiến dịch cao đến mức họ từ chối công bố số liệu về tổng thiệt hại cho đến nhiều năm sau đó. Tuy nhiên, khi chiến dịch tiếp diễn, công luận Hoa Kỳ bắt đầu nhận thức ngày càng nhiều hơn về hoàn cảnh và sự anh dũng của các lực lượng Mỹ tại Guadalcanal, và có thêm nhiều lực lượng và phương tiện được đổ vào khu vực này. Điều này báo trước sự khủng hoảng cho phía Nhật Bản khi các tổ hợp công nghiệp quân sự của họ không thể bắt kịp công suất của nền công nghiệp và nhân lực Hoa Kỳ. Do đó khi chiến dịch tiếp diễn, Nhật Bản mất đi các đơn vị không thể thay thế trong khi phía Mỹ nhanh chóng thay thế và thậm chí tăng cường thêm lực lượng của họ.

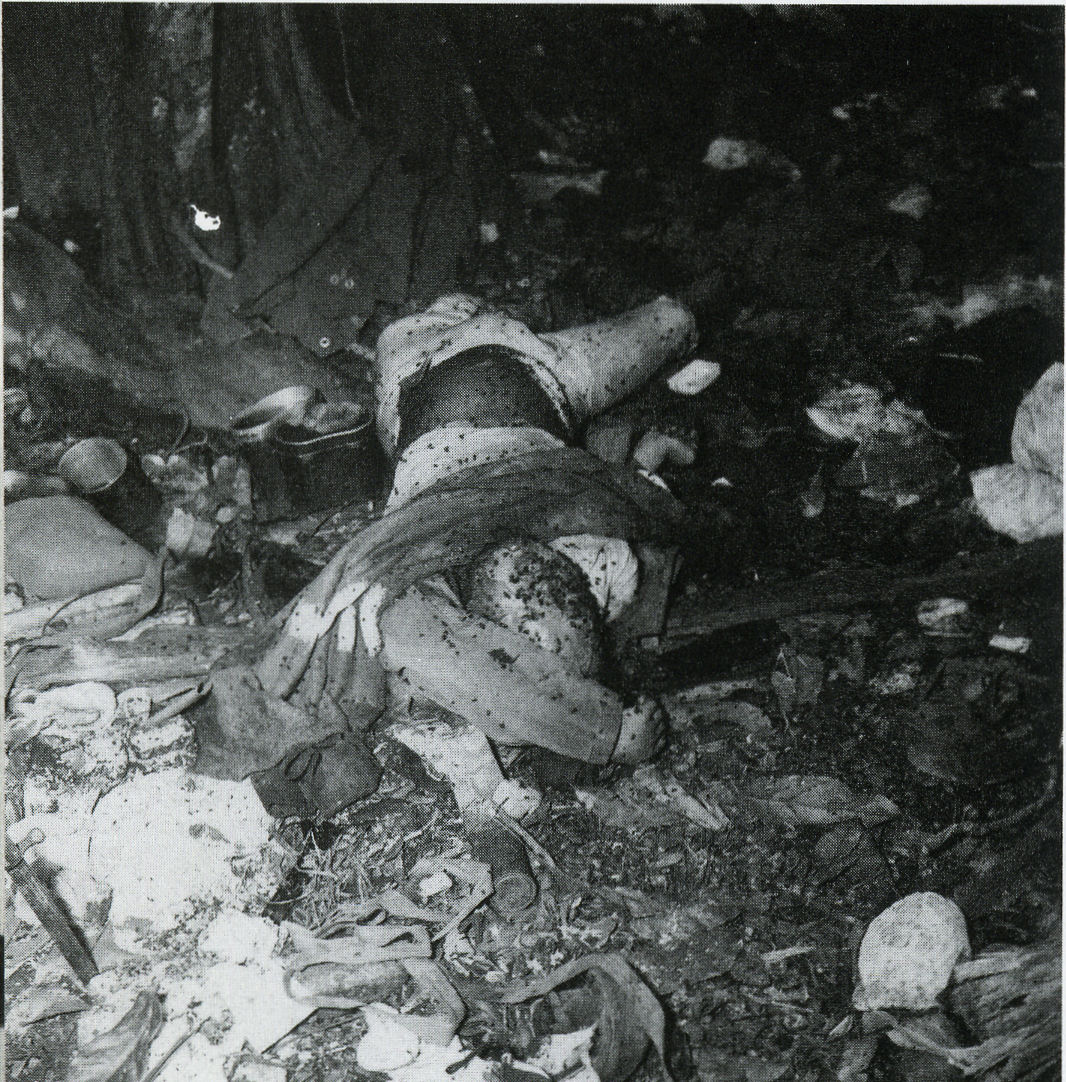
Một binh sĩ Nhật tử trận trên đảo Guadalcanal vào tháng 1 năm 1943.

Chiến dịch Guadalcanal gây tốn kém nặng nề cho phía Nhật cả về phương tiện và nhân lực. Khoảng 25.000 binh sĩ nhiều kinh nghiệm bị giết trong chiến dịch này. Sự tiêu hao các nguồn lực ảnh hưởng trực tiếp đến thất bại của Nhật Bản trong việc đạt được các mục tiêu trong Chiến dịch New Guinea. Nhật Bản cũng mất quyền kiểm soát khu vực phía Nam của Solomon và khả năng can thiệp vào đường giao thông của Đồng Minh đến Australia. Căn cứ chủ lực của Nhật tại Rabaul giờ đây trực tiếp bị đe dọa bởi không lực Đồng Minh. Quan trọng hơn cả, các lực lượng trên bộ, trên không và trên mặt biển hiếm hoi của Nhật Bản bị biến mất vĩnh viễn trong rừng rậm và vùng biển chung quanh Guadalcanal. Số máy bay bị bắn rơi và tàu chiến bị đánh chìm trong chiến dịch này hầu như không thể thay thế được, vì đó là những chiến binh được huấn luyện kỹ càng và đầy kinh nghiệm, đặc biệt là các đội bay. Có thể cho rằng chiến thắng này của Đồng Minh là bước đầu tiên trong chuỗi dài thành công mà cuối cùng sẽ dẫn đến việc Nhật Bản đầu hàng và việc chiếm đóng các đảo chính quốc Nhật Bản.
Có lẽ đối với Đồng Minh, tầm quan trọng không kém một chiến thắng về quân sự chính là chiến thắng về tâm lý. Trên một sân chơi bình đẳng, lực lượng Đồng Minh đã đánh bại các lực lượng trên bộ, trên không và trên biển tốt nhất của Nhật Bản. Sau chiến dịch Guadalcanal, quân Đồng Minh đã nhìn quân Nhật với ít nỗi e ngại và sự lo sợ hơn trước đây. Thêm vào đó, phe Đồng Minh nhìn thấy diễn biến tương lai trong chiến cuộc tại Thái Bình Dương với niềm lạc quan gia tăng. Nhiều nhà lãnh đạo chính trị và quân sự Nhật Bản, kể cả Naoki Hoshino, Osami Nagano và Torashirō Kawabe, phát biểu không lâu sau khi chiến tranh kết thúc rằng Guadalcanal là bước ngoặt quyết định trong cuộc xung đột. Kawabe đã nói: "Nói về bước ngoặt [của cuộc chiến], khi mọi hoạt động chủ động bị ngưng lại hay thậm chí trở thành bị động, tôi nghĩ rằng đó chính là tại Guadalcanal."

### Sách
| - Alexander Joseph H. (2000), Edson's Raiders: The 1st Marine Raider Battalion in World War II, Naval Institute Press, ISBN 1-55750-020-7 - Bergerud Eric M. (1997), Touched with Fire: The Land War in the South Pacific, Penguin, ISBN 0-14-024696-7 - Clemens Martin (2004 (tái bản)), Alone on Guadalcanal: A Coastwatcher's Story, Bluejacket Books, ISBN 1-59114-124-9 {{Chú thích}}: Kiểm tra giá trị ngày tháng trong: \|year= (trợ giúp)Quản lý CS1: năm (liên kết) - Crenshaw Russell Sydnor (1998), South Pacific Destroyer: The Battle for the Solomons from Savo Island to Vella Gulf, Naval Institute Press, ISBN 1-55750-136-X - Dull Paul S. (1978), A Battle History of the Imperial Japanese Navy, 1941-1945, Naval Institute Press, ISBN 0-87021-097-1 - Evans David C. (1986 (tái bản lần 2)), "The Struggle for Guadalcanal", The Japanese Navy in World War II: In the Words of Former Japanese Naval Officers, Annapolis, Maryland: Naval Institute Press, ISBN 0-87021-316-4 {{Chú thích}}: Kiểm tra giá trị ngày tháng trong: \|year= (trợ giúp)Quản lý CS1: năm (liên kết) - Frank Richard (1990), Guadalcanal: The Definitive Account of the Landmark Battle, New York: Random House, ISBN 0-394-58875-4 - Griffith Samuel B. (1963), The Battle for Guadalcanal, Champaign, Illinois, USA: University of Illinois Press, ISBN 0-252-06891-2 - Hadden Robert Lee (2007), The Geology of Guadalcanal: a Selected Bibliography of the Geology, Natural History, and the History of Guadalcanal, Lt Col. Frank B., Bản gốc lưu trữ ngày 6 tháng 12 năm 2010, truy cập ngày 3 tháng 1 năm 2010 - Hammel Eric (1999), Carrier Clash: The Invasion of Guadalcanal & The Battle of the Eastern Solomons August 1942, St. Paul, MN, USA: Zenith Press, ISBN 0760320527 - Hammel Eric (1999), Carrier Strike: The Battle of the Santa Cruz Islands, October 1942, Pacifica Press, ISBN 0-935553-37-1 - Hara Tameichi (1961), Japanese Destroyer Captain, New York & Toronto: Ballantine Books, ISBN 0-345-27894-1 - Hayashi Saburo (1959), Kogun: The Japanese Army in the Pacific War, Marine Corps. Association, ISBN ASIN B000ID3YRK {{Chú thích}}: Kiểm tra giá trị \|isbn=: ký tự không hợp lệ (trợ giúp) | - Jersey Stanley Coleman (2008), Hell's Islands: The Untold Story of Guadalcanal, College Station, Texas: Texas A&M University Press, ISBN 1-58544-616-5 - Kilpatrick C. W. (1987), Naval Night Battles of the Solomons, Exposition Press, ISBN 0-682-40333-4 - Loxton Bruce (1997), The Shame of Savo: Anatomy of a Naval Disaster, Chris Coulthard-Clark, Australia: Allen & Unwin Pty Ltd, ISBN 1-86448-286-9 - Lundstrom John B. (2005 (bản mới)), The First Team And the Guadalcanal Campaign: Naval Fighter Combat from August to November 1942, Naval Institute Press, ISBN 1-59114-472-8 {{Chú thích}}: Kiểm tra giá trị ngày tháng trong: \|year= (trợ giúp)Quản lý CS1: năm (liên kết) - Manchester William (1979), Goodbye, Darkness A Memoir of the Pacific, Boston: Little, Brown, and Company, ISBN 0-316-54501-5 - McGee William L. (2002), The Solomons Campaigns, 1942-1943: From Guadalcanal to Bougainville--Pacific War Turning Point, Volume 2 (Amphibious Operations in the South Pacific in WWII), BMC Publications, ISBN 0-9701678-7-3 - Miller Thomas G. (1969), Cactus Air Force, Admiral Nimitz Foundation, ISBN 0-934841-17-9 - Morison Samuel Eliot (1958), The Struggle for Guadalcanal, August 1942 – February 1943, vol. 5 of History of United States Naval Operations in World War II, Boston: Little, Brown and Company, ISBN 0-316-58305-7 - Murray Williamson (2001), A War To Be Won: Fighting the Second World War, Allan R. Millett, United States of America: Belknap Press, ISBN 0-674-00680-1 - Peatross Oscar F. (1995), Bless 'em All: The Raider Marines of World War II, John P. McCarthy and John Clayborne (editors), Review, ISBN 0965232506 - Rottman Gordon L. (2005), Japanese Army in World War II: The South Pacific and New Guinea, 1942-43, Dr. Duncan Anderson (consultant editor), Oxford and New York: Osprey, ISBN 1-84176-870-7 - Smith Michael T. (2000), Bloody Ridge: The Battle That Saved Guadalcanal, New York: Pocket, ISBN 0-7434-6321-8 - Toland John (2003 (1970)), The Rising Sun: The Decline and Fall of the Japanese Empire, 1936-1945, New York: The Modern Library, ISBN 0-8129-6858-1 {{Chú thích}}: Kiểm tra giá trị ngày tháng trong: \|year= (trợ giúp)Quản lý CS1: năm (liên kết) |

### Web
| - Anderson Charles R. (1993), Guadalcanal (brochure), U.S. Government Printing Office, truy cập ngày 9 tháng 7 năm 2006 - Bullard Steven (dịch giả) (2007), Japanese army operations in the South Pacific Area New Britain and Papua campaigns, 1942–43, Senshi Sōshō (dịch trích dẫn), Canberra: Australian War Memorial, ISBN 9780975190487 - Hough Frank O., "Pearl Harbor to Guadalcanal", History of U.S. Marine Corps Operations in World War II, Ludwig, Verle E., and Shaw, Henry I., Jr., truy cập ngày 16 tháng 5 năm 2006 - Miller John, Jr. (1959), "Cartwheel: The Reduction of Rabaul", United States Army in World War II: The War in the Pacific, Office of the Chief of Military History, U.S. Department of the Army, tr. 418, truy cập ngày 20 tháng 10 năm 2006 | - Miller John Jr. (1949), "Guadalcanal: The First Offensive", United States Army in World War II, truy cập ngày 4 tháng 7 năm 2006 - Parshall Jon, Imperial Japanese Navy Page (Combinedfleet.com), Bob Hackett, Sander Kingsepp, & Allyn Nevitt, truy cập ngày 14 tháng 6 năm 2006 - Shaw Henry I. (1992), "First Offensive: The Marine Campaign For Guadalcanal", Marines in World War II Commemorative Series, truy cập ngày 25 tháng 7 năm 2006 - U.S. Navy, "Chapter XXV: Campaign in the Solomons", Building the Navy's Bases in World War II: History of the Bureau of Yards and Docks and the Civil Engineer Corps, 1940-1946, U.S. Department of the Navy, Bureau of Yards and Docks, truy cập ngày 8 tháng 12 năm 2006 - Zimmerman John L. (1949), "The Guadalcanal Campaign", Marines in World War II Historical Monograph, truy cập ngày 4 tháng 7 năm 2006 |

### Sách
| - Braun, Saul M. (1969). The struggle for Guadalcanal (American battles and campaigns). Putnam. ISBN 1591141141. - Christ, James F. (2007). Battalion of the Damned: The 1st Marine Paratroopers at Gavutu and Bloody Ridge, 1942. Naval Institute Press. ASIN B0006C4F62. - Coggins, Jack (1972). The campaign for Guadalcanal;: A battle that made history. DoubleDay. ISBN 0385043546. - Crawford, John (1992). New Zealand's Pacific frontline: Guadalcanal-Solomon Islands Campaign, 1942-45. New Zealand Defence Force. ISBN 0473015374. - D'Albas, Andrieu (1965). Death of a Navy: Japanese Naval Action in World War II. Devin-Adair Pub. ISBN 0-8159-5302-X. - Farrington, Arthur C. (1994). The Leatherneck Boys: A Pfc at the Battle for Guadalcanal. Sunflower University Press. ISBN 0897451805. - Feldt, Eric Augustus (1946 (văn bản gốc), 1991 (ấn bản hiện tại)). The Coastwatchers. Victoria, Australia: Penguin Books. ISBN 0140149260. {{Chú thích sách}}: Kiểm tra giá trị ngày tháng trong: \|year= (trợ giúp)Quản lý CS1: năm (liên kết) - Hersey, John (2002 (Paperback edition)). Into the Valley: Marines at Guadalcanal. Bison Books. ISBN 0803273282. {{Chú thích sách}}: Kiểm tra giá trị ngày tháng trong: \|year= (trợ giúp)Quản lý CS1: năm (liên kết) - Hoyt, Edwin P. (1982). Guadalcanal. Military Heritage Press. ISBN 0880291842. - Hubler, Richard G. (1944). Flying Leathernecks - The Complete Record of Marine Corps Aviation in Action 1941–1944. Dechant, John A. Garden City, New York: Doubleday, Doran & Co., Inc. - Leckie, Robert (2001 (in lại)). Helmet for my Pillow. ibooks, Inc. ISBN 1-59687-092-3. {{Chú thích sách}}: Kiểm tra giá trị ngày tháng trong: \|year= (trợ giúp)Quản lý CS1: năm (liên kết) - Leckie, Robert (1999). Challenge For The Pacific: the Bloody Six-month Battle Of Guadalcanal. Da Capo Press. ISBN 0306809117. - Lord, Walter (1977 (in lại 2006)). Lonely Vigil; Coastwatchers of the Solomons. New York: Naval Institute Press. ISBN 1-59114-466-3. {{Chú thích sách}}: Kiểm tra giá trị ngày tháng trong: \|year= (trợ giúp)Quản lý CS1: năm (liên kết) - Lundstrom, John B. (2006). Black Shoe Carrier Admiral: Frank Jack Fletcher at Coral Seas, Midway & Guadalcanal. Annapolis, Maryland, USA: Naval Institute Press. ISBN 1-59114-475-2. - Marion, Ore J. (2004). On the Canal: The Marines of L-3-5 on Guadalcanal, 1942. Thomas Cuddihy and Edward Cuddihy. Stackpole Books. ISBN 0811731499. - Merillat, Herbert Christian (1982). Guadalcanal Remembered. University Alabama Press. ISBN 0817312900. - Merillat, Herbert L. (1944). The Island: A History of the First Marine Division on Guadalcanal, August 7-9 tháng 12 năm 1942. Houghton Mifflin Company. ASIN B0007DORUE. - Mueller, Joseph (1992). Guadalcanal 1942: The Marines Strike Back. Osprey. ISBN 1855322536. - Parkin, Robert Sinclair (1995). Blood on the Sea: American Destroyers Lost in World War II. Da Capo Press. ISBN 0-306-81069-7. - Poor, Henry Varnum (1994). The Battles of Cape Esperance, 11 tháng 10 năm 1942 and Santa Cruz Islands, 26 tháng 10 năm 1942 (Combat Narratives. Solomon Islands Campaign, 4–5). Henry A. Mustin & Colin G. Jameson. Naval Historical Center. ISBN 0-945274-21-1. - Radike, Floyd W. (2003). Across the Dark Islands: The War in the Pacific. New York: Presidio Press. ISBN 0-89141-774-5. - Richter, Don (1992). Where the Sun Stood Still: The Untold Story of Sir Jacob Vouza and the Guadalcanal Campaign. Toucan. ISBN 0-9611696-3-X. - Rose, Lisle Abbott (2002). The Ship that Held the Line: The USS Hornet and the First Year of the Pacific War. Bluejacket Books. ISBN 1-55750-008-8. - Rottman, Gordon L. (2004). U.S. Marine Corps Pacific Theater of Operations 1941–43. Dr. Duncan Anderson (consultant editor). Oxford: Osprey. ISBN 1-84176-518-X. - Smith, George W. (2003). The Do-or-Die Men: The 1st Marine Raider Battalion at Guadalcanal. Pocket. ISBN 0743470052. - Stafford, Edward P. (2002 (in lại)). The Big E: The Story of the USS Enterprise. Paul Stillwell (giới thiệu). Naval Institute Press. ISBN 1-55750-998-0. {{Chú thích sách}}: Kiểm tra giá trị ngày tháng trong: \|year= (trợ giúp)Quản lý CS1: năm (liên kết) - Tregaskis, Richard (1943). Guadalcanal Diary. Random House. ISBN 0-679-64023-1. - Twining, Merrill B. (1996). No Bended Knee: The Battle for Guadalcanal. Novato, CA, USA: Presidio Press. ISBN 0-89141-826-1. - Walker, Charles H. (2004). Combat Officer: A Memoir of War in the South Pacific. New York: Presidio Press. ISBN 0-345-46385-4. - Werstein, Irving (1963). Guadalcanal. Crowell. ASIN B0007E0AQI. |